# Star Ocean: The Divine Force
Star Ocean: The Divine Force (japonsky スターオーシャン6 THE DIVINE FORCE（スターオーシャン6 ザ ディヴァイン フォース) je videohra typu akčního RPG od japonské firmy tri-Ace, která je součástí série Star Ocean. Hra běží na platformách Microsoft Windows, PlayStation 4, PlayStation 5, Xbox One a Xbox Series X/S a byla celosvětově vydána dne 27. října 2022. Příběh hry se odehrává v roce 583 S.D. (odpovídá roku 2670), tedy chronologicky mezi pátým a třetím dílem. Pangalaktická federace, jež v dějích této série vždy vystupovala jako síla dobra a spravedlnosti, nyní prochází dramatickou změnou: je zahalena v temnotě a hodlá zabírat nové světy proti vůli tamních obyvatel.

## Popis hry
Tato hra se do značné míry vrací ke kořenům a do boje může hráč vybrat pouze čtyři členy party, podobně jako tomu bylo u prvních dvou dílů a u čtvrtého. A podobně jako u druhého dílu si hráč může vybrat ze dvou protagonistů, kterými jsou Raymond a Laeticia. Většina příběhu je pro oba stejná, ale v některých detailech jsou odlišnosti, protože občas se oba nacházejí jinde. Navíc, zatímco z Raymondova pohledu se příběh odvíjí spíše ze stránky sci-fi, Laeticia vnímá události dle fantasy.
Tato změna byla oproti předešlému dílu provedena i z důvodu negativního přijetí bojového systému se všemi postavami naráz u veřejnosti. Co však bylo z pátého dílu zachováno, je zahájení boje, který se odehrává v otevřené krajině. Tedy se boj nepřepíná do uzavřené arény. Nepřátele lze napadnout přímo hledě jim do očí, nebo je napadnout ze zálohy či ze vzduchu překvapivými údery prostřednictvím D.U.M.Y. Boj probíhá v reálném čase, ale lze ho pozastavit pro rozmyšlení dalšího tahu, dání instrukce umělou inteligencí ovládaných ostatních tří postav v bitvě, nebo k užití předmětu či seslání dovednosti manuálně.
Jednotlivé postavy hráč vylepšuje se ziskem zkušeností, kterými získává nové úrovně, při nichž rostou základní atributy jako hladina života (HP), útok (ATK), obrana (DEF), intelekt (INT) a kuráž (GUTS). Kromě života všechny další základní atributy ovlivní i předměty, které hráč postavám nasadí. Jsou jimi zbraň, brnění a dvojice doplňků. Předměty též dodají sekundární vlastnosti, kterými jsou odolnosti proti ohni, vodě, větru a země; dále odolnosti vůči stavům spálen, zmražen, otráven, omámen a oslaben. Při zisku nové úrovně získá postava speciální body (SP), které slouží k odemčení nových dovedností a vylepšení základních statistik v mřížce se stromem dovedností. Dále je může využít k vylepšení stávajících bojových dovedností, aktivních dovedností nebo pasivních dovedností, jež lze vylepšit obvykle až na úroveň 10. Bojové dovednosti se seřazují do tří čtyřčlenných kombo-řetězů (Chain combo), což jsou sekvence úderů vůči nepřátelům. Ty lze seslat třemi příslušnými tlačítky (ve výchozím nastavení to je u joysticku kolečko, čtverec a trojúhelník, na PC jsou to čísla 1, 2 a 3). Do kombo-řetězů lze vložit krom bojových dovedností i aktivní dovednosti, jež hráči přinesou navýšení bojové připravenosti a další výhody, případně je lze využít jako improvizovanou „klávesovou zkratku“ pro užívání předmětů. Dále je možné dovednosti sesílat manuálně z menu. Při boji se za užití bojových dovedností platí akčními body (AP), jež se zobrazí při zahájení bitvy spolu s lištou VA. Spotřebovaná AP se při nečinnosti rychle doplní a postava může znovu útočit. Na liště je minimálně 5 AP, ale za pomocí překvapivých úderů, útoků ze zálohy atd. lze získat dodatečné AP, až na maximálních 15. Platí, že čím více AP hráč má, tím efektivnější je boj. AP lze i ztrácet, a to při inkasování silných úderů od nepřítele.
Boj také ovlivňuje D.U.M.A., jež umožní postavě vznést se do vzduchu a překvapit nepřátele předvojovým úderem (Vanguard Assault - VA). D.U.M.A. poskytuje několik zajímavých bojových i průzkumných pasivních i aktivních dovedností. Nejdůležitější je let, kterým se dá dostat na jinak nedostupná místa, nebo radarový průzkum okolí, kterým lze snadno najít a nechat zobrazit na mapě skryté poklady. V boji pak VA umožní provést vysokorychlostní údery, úhyby, obranu a úder ze slepých bodů. A také speciální údery zvané Vatting, které jsou obdobou Rush Mode ze čtvrtého dílu. Jelikož D.U.M.A. nedostává zkušenosti a úrovně, je nutné její dovednosti zlepšovat jiným způsobem, a to v menu za pomocí nasbíraných drahokamů visících ve vzduchu, často na obtížně přístupných místech nebo na vzdušné čáře z kopce na jiný kopec.
Stejně jako v ostatních dílech série lze s postavami dělat privátní akce a naklonit si je, což ovlivní, který ze závěrečného momenty příběhu hráč uvidí. Nechybí ani tvorba předmětů a velké množství nepovinných úkolů.
Jedním z nepovinných úkolů je i stolní hra Es'owa hraná na Asteru IV i jinde, v níž dva hráči (člověk vs. počítač) pokládají střídavě na desku o rozměrech 4x4 až 8x8 dle obtížnosti každé kolo jednu z pěti náhodně vylosovaných figurek z celkem dvaceti, jež má v zásobě. Figurky vypadají a nesou jména různých postav sérií Star Ocean a Valkyrie Profile, mají stanovenou sílu útoku a kategorii, která umožňuje taktické úskoky vedoucí k porážce soupeře (např. posílení útoku sousedících vlastních figurek, oslabení sousedících soupeřových figurek, zesílení či oslabení magie, druhý útok figurky na soupeře při položení na desku, možnost provést tah se dvěma figurkami a také vyhození náhodné sousedící figurky soupeře ze hry). Jakmile odehraje svůj tah, promítne se vlastnost nové figurky na desce a je zahájen útok na soupeře o síle součtu útoků všech figurek hráče. Následně se každému při zahájení dalšího tahu vylosuje jedna další figurka, kterou může použít. Pokud svými figurkami hráč obklíčí soupeřovy, jsou všechny tyto figurky soupeře vyhozeny ze hry, a to obvykle znamená výrazné snížení útočné síly soupeře a téměř jisté vítězství. Hráč má k dispozici i magii, jež například dává schopnost vrátit své vyhozené figurky zpět do hry. Vyhrává ten hráč, který sníží počet životů soupeře na nulu (při začátečnické obtížnosti ze 3000, poté se hladina životů zvyšuje o 1000 za obtížnost).

## Herní postavy
Ve hře jsou dvě hlavní postavy, Raymond a Laeticia. Celkem může hráčova parta mít devět postav, avšak J.J. může rekrutovat pouze Raymond a Thea jen Laeticia.
- Raymond Lawrence (レイモンド・ローレンス, Reimondo Rórensu)

Dabing: Subaru Kimura (japonsky), Mark Whitten (anglicky)
Jedná se o jednoho ze dvou hlavních hrdinů. Tento 22letý blonďatý mladík pochází z technicky vyspělého světa Verguld a pracuje pro rodinnou přepravní firmu Lawrence Logistics jako kapitán vesmírné obchodní lodi Ydas. Po střetu s Astorií, bitevníkem Pangalaktické federace, ztroskotá spolu se Chloe a Elenou na podvyvinutém světě Asteru IV, kde začne jeho dobrodružství, při kterém se naučí se o sebe postarat, bojovat mečem a také se naučí vysokým principům a hodnotám. Jelikož nepochází z Pangalaktické federace, necítí se být vázán úmluvou UP3, respektive ji zcela ignoruje.
- Laeticia Aucerius (レティシア・オーシディアス, Retišia Óšidiasu)

Dabing: Inori Minaseová (japonsky), Danielle Judovitsová (anglicky)
Jedná se o jednu z hlavních hrdinů. Tato 18letá korunní princezna království Aucerius pochází z podvyvinutého světa Aster IV, která není spokojená s děním v jejím království a sama se vydala pouze s Albairdem inkognito najít mudrce Midase, aby ho přesvědčila k návratu do hlavního města a odvrácení možné zhouby. Její krása, přímočará a rezolutní povaha i její odvaha je obdivována nesčetnými obyvateli království. V boji používá dva meče.
- Elena (エレナ, Erena)

Dabing: Acumi Tanezakiová (japonsky), Erica Lindbecková (anglicky)
Je androidem se sériovým číslem E-014297 vyrobeným verguldskou firmou Arnold Robotics, jež vyrábí ty nejšpičkovější kusy ve známém vesmíru. Raymondovi slouží už od mala a v současnosti je jeho první důstojnicí na lodi Ydas. Není známo datum její výroby. Je klidná, rozvážná, je nekončící studnicí znalostí a stará se vzorně o Raymonda, jemuž ráda servíruje kávu. Dále mu připomíná zásady, jak se o sebe postarat sám. Svým zjevem i způsoby jednání je téměř nerozlišitelná od běžných lidí. Bojuje s hybridní, energií nabitou tyčovou zbraní, jež má schopnost nabývat tvary jiných typů zbraní.
- Albaird Bergholm (アベラルド・ベルグホルム, Aberarudo Beruguhorumu)

Dabing: Nacuki Hanae (japonsky), Max Mittelman (anglicky)
Tento 19letý tmavovlasý rytíř z království Aucerius je věrný ochránce princezny Laeticie a kamarád z dětství. Raymondovi nevěří a vadí mu jeho neotesané způsoby, časem ho ale začne uznávat. V dětství přišel o levou ruku, když zachraňoval Laeticii před padajícími kameny, ale Midas spolu s Malkyjí nalezli řešení v instalaci zvláštní protézy. To však nepřijaly aucerijské konzervativní kruhy a odstartovaly se tak problémy a rozkol v království. Bojuje s dvojicí vrhacích zbraní s kruhovými ostřími, nazývaných čakramy.
- Nina Deforgesová (ニーナ・デフォルジュ, Nína Deforudžu)

Dabing: Rie Takahašiová (japonsky), Suzie Yeungová (anglicky)
Mladičká a vždy usměvavá 15letá zdravotní sestra z hornického města Delryk na Asteru IV. Je též asistentkou iatrimanta (anglicky iatrimancer) Marquise Yzena, jenž ji adoptoval a učí ji umění iatrimancie, což je asterská obdoba medicíny na magickém základu. Nina hledá lék na smrtící Helgarovu chorobu, která zabila jejího otce Filberta, když jí bylo osm let, a jenž byl též iatrimantem a býval spolu s Marquisem a Midasem jedním ze Tří mudrců království. Nina hodlá kráčet v otcových šlépějích i ve šlépějích adoptivního otce a zdokonalit zdravotní péči v království. V boji je podpůrnou postavou a ostatní spolubojovníky léčí či posiluje jejich dovednosti.
- Midas Felgreed (ミダス・フレグリード, Midasu Furegurído)

Dabing: Hiroki Tóči (japonsky), Keith Silverstein (anglicky)
Povahově nepříjemný 37letý tulák s výrazným kloboukem, jenž žije jako poustevník a vynálezce ve vesnici Eda poté, kdy se coby znamenitý čaroděj – sémiomant a jeden ze Tří mudrců rozešel ve zlém s králem Raimbautem Auceriem a opustil hlavní město. Od té doby nikdo v hlavním městě netušil, kam se uchýlil. Na svůj věk vypadá dosti staře a dlouhé vlasy i knír má již úplně prošedivělé. S Malkyjí měl v mládí milostný poměr a společně snili o technologickém rozvoji. V boji využívá sémiomancii, asterskou obdobu symbologie, a kouzelnou hůl.
- Malkya Trathenová (マルキア・トラッセン, Marukia Torassen)

Dabing: Jóko Hikasaová (japonsky), Laura Postová (anglicky)
Je příslušnicí a náčelnicí nihlbethského národa Trathen, zvláštního druhu humanoidů s fialovou kůží, s vodorovnýma špičatýma ušima a s velmi dlouhými růžovými vlasy zapletenými do několika copů. Její věk není známý a nerada tuto otázku otevírá, pravděpodobně je stejně stará jako Midas nebo jen o několik málo let mladší. S Midasem se dobře zná a v mládí mezi nimi snad byl milostný poměr. Také se znala s Laeticií a s Albairdem, když v Aucerii studovala s Midasem sémiomancii. V boji využívá sémiomancii a údery očarovanými rukavicemi.
- Marielle L. Kennyová (マリエル・L・ケニー, Marieru Eru Kení)

Dabing: Fairúzu Aiová (japonsky), Erica Mendezová (anglicky)
Jedná se o 21letou světle modrovlasou vojačku, poručíka Pangalaktické federace sloužící na bitevníku Astorii, pocházející ze slavného rodu Kennyů (barvu vlasů tedy nejspíš zdědila po své nediánské prapraprababičce Reně Lanfordové). Je tedy ze strany kolegů, nadřízených i díky přísnosti vůči sobě samé pod neustálým tlakem. Důsledně dbá na pověst svého rodu a na dodržování zákonů Pangalaktické federace, což se ale dostane do konfliktu s jejími skutky (včetně porušení UP3, což je „rodinná tradice“), za které jí hrozí vojenský soud. Dědeček Emmerson ji učil střílet a věřit v to, co považuje za správné. Babička Anne ji učila boj nablízko. V boji tedy používá fázovou palnou zbraň spolu s kopy a údery nablízko.
- J.J. (ＪＪ, Džej Džej)

Dabing: Takaja Kuroda (japonsky), Jamieson Price (anglicky)
Tuto postavu může do party přijmout pouze Raymond a jedná se o robota, jenž kdysi býval člověkem, ale přijal nabídku na tuto přeměnu, aby si zachránil život. Není proto znám jeho věk. Stal se členem robotizované civilizace Scorpium a váží si všeho života, ať už organického nebo robotického. U Raymonda obdivuje jeho umění s mečem, přestože ten se s tím teprve nedávno naučil zacházet. Svou vizáží připomíná vzdáleně Darth Vadera, ale je na rozdíl od něj pestřeji zbarvený. V boji využívá katanu a specializuje se na pomalé, zato však smrtící a devastující údery.
- Theo Klemrath (テオ・クレムラート, Teo Kuremuráto)

Dabing: Takuja Sató (japonsky), Ray Chase (anglicky)
Tuto postavu může do party přijmout pouze Laeticia. Je to 27letý voják a velitel aucerijské námořní flotily. Je Laeticiin bratranec, jeho otec je bratrem krále Raimbauta, avšak Laeticii má za svou sestru a Albairda za dobrého přítele. Proto se s členy královské rodiny baví značně neformálně a Laeticii nazývá Letty. K ní se přidal poté, co musí odčinit zradu, ke které byl donucen otcem a složitými okolnostmi. K boji využívá halapartnu.
Ostatní postavy:
- D.U.M.A. výrobní model 004213 (製造番号００４２１３ＤＵＭＡ, Seizó Bangó 004213 Djuma)

Dabing: Jú Kobajašiová (japonsky), Elizabeth Maxwellová (anglicky)
Zkráceně se nazývá D.U.M.A. a jedná se o vysoce inteligentní formu robotického života ve tvaru zářící létající koule s trojicí ramen, jež propůjčuje ostatním z party zvláštní schopnosti. Je členem robotické civilizace Scorpium a slouží jako průzkumník na cizích světech pro posouzení vhodnosti integrace obyvatel do Scorpia. Na rozdíl od ostatních členů Scorpia třídy D.U.M.A. je tato sonda schopná samostatně myslet a ostatní ze Scorpia nemají přístup k jejím myšlenkám. O moc, kterou má D.U.M.A, usilují nepřátelé království Aucerius. Při putování s partou nejprve mlčí, ale později se vůči nim otevře a začne je mít ráda, zvláště když vidí, že se k Eleně chovají jako k sobě rovné, třebaže je jen android. Partě umožňuje zahajovat souboje speciálními VA údery a při průzkumu umožňuje levitací dostat se na nepřístupná místa. Její schopnosti nejsou ani symbologického ani sémiomantského původu, třebaže si ostatní myslí, že je tomu tak.
- Chloe Kanarisová (クロエ・キャナリス, Kuroe Kjanarisu)

Dabing: Juka Ócuboová (japonsky), Cristina Valenzuelová (anglicky)
21letá krátkovlasá brunetka a pilotka na vesmírné lodi Ydas, zaměstnankyně společnosti Lawrence Logistics. Po sestřelení Ydasu se Chloe (výslovnost Klouí) ocitla na Asteru IV, ale byla od Raymonda oddělena. V záchranném modulu spadla do moře a málem se utopila, kdyby ji nezachránil rybář. Jelikož byl její komunikátor zničen, nebyla schopná se s místními domluvit a skončila v žaláři pro podezření ze špionáže, než Laeticia s Raymondem zařídili její propuštění. Rychle se ale pak řeč naučila. Kromě toho má dobrou intuici a co cítí, se často i vyplní. Je zamilovaná do Antonia, Raymondova staršího bratra, což těší Elenu, jež má Chloe za nejlepší kamarádku. Neumí bojovat, a proto není pravidelnou členkou party.
- Gaston Gaucier – Jedna ze záporných postav pocházejících z Vyru, členského světa Pangalaktické federace, a je vojenský zběh, který se před 15 lety uchýlil na Aster IV. Spolupracuje s Vey'lskou říší a zajímá ho moc D.U.M.Y. S partou se několikrát střetne v boji a později se s imperátorem Bohld'orem nechá integrovat do Scorpia, aby mu asistoval v jeho kampani na dobytí celého vesmíru.
- Velanj Garfuul – Další ze záporných postav pocházejících z Vyru, jenž je vojenský zběh s hodností plukovníka a před 15 lety se uchýlil na Aster IV. Spolupracuje s Vey'lskou říší a D.U.M.U. považuje za „žrouta světů“. Avšak na rozdíl od Velanje je při integraci do Scorpia motivován snahou donutit Scorpium, aby se stáhl z Vyru, a tím svůj domovský svět zachránil.
- Lola Jornausová – Poslední z třetice záporných postav pocházejících z Vyru. S Vey'lskou říší spolupracuje na šíření epidemie Helgarovy choroby. D.U.M.U. považuje za nebezpečnou a ráda by prožila na Asteru IV zbytek života v klidu. Byla však zrazena svými spolubojovníky a ponechána napospas partě Raymonda a Laeticie. S tou se pak dohodla na spolupráci výměnou za to, že ji nevydá Pangalaktické federaci k trestnímu stíhání. Na konci má její změna příslušnosti zásadní vliv na výsledek boje proti centralizovanému Scorpiu.
- Bohld'or Il Vey'l – Hlavní záporná postava, jež byla kdysi laskavým císařem Vey'lské říše, ale pak se z něj před 15 lety stal diktátorský imperátor po smrti jeho milované ženy Taťjany, jež byla z aucerijské královské rodiny. Okolnosti její smrti vedly ke zhoršení vztahů s Aucerií a v době pobytu Raymonda na Asteru IV se to vyhrotilo v otevřenou válku. On sám se ochotně integroval do Scorpia, aby ho prostřednictvím centralizované a přísně hierarchické frakce ovládl, k čemuž zneužil i vysoké důstojníky Pangalaktické federace, kteří již členy Scorpia potají byli. Jeho cíli byly integrace všeho živého i neživého do Scorpia a stát se živoucím bohem.
- Welč Vínyardová – Záhadná vynálezkyně, jež se vyskytuje ve všech dílech Star Ocean. Ve velké hornickém městě Delryku má dílnu vynálezců a herní partu učí ovládat mistrovství tvorby předmětů výměnou za drobné službičky.

## Příběh
Hra se odehrává v roce 583 S.D. (odpovídá roku 2670), tedy 46 let po skončení děje předešlého dílu Integrity and Faithlessness. Kapitán Raymond Lawrence si při letu nákladní lodi Ydas pochvaluje klidný let i nadcházející volno a Chloe ho varuje, že se to může zvrtnout. Její intuice byla nakonec správná a 350 000 km od nich se vynořila bitevní vesmírná loď Astoria z Pangalaktické federace s příslušníkem rodu Kennyů na palubě. Bez varování vypálila na Ydas z fázových kanónů, následovala salva protonovými torpédy. Ydas byl bez šance, a tak Raymond nařídil okamžitě opustit loď. Chtěl využít prodlevy před třetím výstřelem k záchraně nákladu, avšak Elena neústupného Raymonda zvedla a mrštila jím do záchranného modulu dříve, než loď explodovala.
Zatímco Raymond zjišťoval stav své posádky, princezna Laeticia pouze s Albairdem odešla hledat vyhnaného maestra Midase. Za pět dnů se záchranné moduly Raymonda a Chloe setkaly nad oběžnou dráhou podvyvinutého světa Aster IV a trápil je nejistý osud Eleny. Při sestupu do atmosféry kvůli záhadnému záblesku záchranný modul Chloe nekontrolovatelně spadl daleko od Raymondova kurzu. Následující záblesk trefil i jeho modul. Jeho přistání do lesa uprostřed vysočiny pozorovali Laeticia s Albairdem od jejich ohniště coby padající hvězdu. Modul jí cosi připomněl, ale než se nadála, otevřel se poklop.

### Přistání
Raymond si prohlédl oblohu s dvojicí ohromně velkých nepohyblivých měsíců a po protažení svalů zkontroloval mobilním telefonem stav ostatních z posádky, avšak všichni byli mimo dosah signálu. Záblesky byly identifikovány jako elektromagnetické dělo. Když vyslal nouzový signál svému bratrovi Antoniovi, napadla ho obří ropucha. Laeticia si všimla, že cizinec není ozbrojený, ignorovala Albairdovo varování, že může být vey'lský špeh, a hodila zaskočenému a hrůzou ztuhlému Raymondovi meč. S oběma společně bojoval a pak ho Albaird nepříjemně vyslýchal. Raymond byl zmaten, jak uhodli, že záchranný modul umí létat, a obvinil je, že ho sestřelili. Přišla odpověď od Antonia, načež Albaird rozkázal hlasu ukázat se. Antonio mu vyhrožoval, že pokud Raymondovi ublíží, spálí jeho svět na popel, a přerušil spojení. Laeticia byla v úžasu.
Raymond slíbil, že vše vysvětlí, a Laeticia nejistě souhlasila, aby mu zavolal zpět, proti čemuž i proti Raymondově žádosti ustoupit stranou Albaird protestoval. Antoniovi shrnul, co se přihodilo a kde se ocitl. Oba přihlížející nazval přátelskými místními, nevěděl však o osudu ostatních členů posádky, pouze Chloe je na Asteru IV také. Požádal tedy o pomoc. Laeticia „siru Antoniovi“ slíbila záruku bezpečí pro Raymonda, jen se chtěla ujistit, zda nejsou příslušní Vey'lské říši. Raymonda se optala na jeho přátele a dověděla se, že Chloe zmizela daleko jihovýchodním směrem. Zajímala ji ovladatelnost lodi, které došla „šťáva“, a pokud ji seženou, zda by vzlétli. Raymond se pousmál její zvědavosti, zatímco se v ohromení sama sebe ptala, zda je možné, že...
Ohromen byl i Raymond, neboť spatřil na obloze další modul z Ydasu, jenž dopadl do rozvalin Mhedume. Laeticia žasla nad holografickým displejem Raymondova mobilu. Ten poděkoval s tím, že si meč ještě chvíli nechá. Laeticia nabídla pomoc k další Albairdově nelibosti, stručně se představila a dovolila mu rychle zavolat Antoniovi. Zneviditelnil modul, což oba místní vyděsilo, tak navrhl dohodu, že jim i to vysvětlí, jakmile zabezpečí člena své posádky. Laeticia souhlasí a Raymond oba přátele v rytířské zbroji vyzval, ať mu říkají Ray. V podvečerní krajině se trojice střetla s divokými zvířaty, nemrtvými a loupežníky, ale dle Laeticie bylo Mhedume kdysi dominantní mocností západní části kontinentu.
V noci nalezli modul, jenž obsahoval malý nákladní kontejner místo očekávané Eleny. Zatímco si Ray vyčítal hru na hrdinu, zemětřesení shodilo kontejner, z nějž se vykutálela kovová sféra o velikosti fotbalového míče. D.U.M.A. výrobní model 004213 se aktivovala s tím, že potřebují ochranu. Vznesla se, roztáhla svá ramena, varovala před nepřátelskými silami a aktivovala defenzivní protokol. Jednoho z hlavních hrdinů vynesla do vzduchu, zatímco Albaird porazil jednoho z mnoha loupežníků. Nastala vyčerpávající bitva, završená bojem s golemem U.D. Hercules. Po bitvě se dohadovali, co D.U.M.A. vlastně je. Ray ji měl jen v úschově, a tak se D.U.M.Y. zeptal, co je zač, jenže ta mlčela. Laeticia se domnívala, že jde o nový druh sémiomancie. Ray výraz neznal a připomínal mu symbologii, ale ta zase nebyla známá jim.
Hodlal pokračovat sám, ale Laeticia ho varovala před rozsáhlostí její země, zda se zvládne o sebe postarat sám a zda hodlá přeplavat moře, pokud jeho přátelé dopadli na jiný kontinent. Ray neodpověděl, a tak navrhla: on pomůže jim a oni zase jemu. Albairdovi oznámila, že ho bere pod ochranou na vlastní zodpovědnost. Představila se řádně jako Laeticia Aucerius, korunní princezna království Aucerius, a Albaird je její královský doprovod. Ray byl překvapen a myslel si, že Albaird jen žertoval, když ji předtím nazval Výsostí. Pobavená princezna navrhla jít do Larcette, kde si promluví. Mezitím se rozednělo a na celodenní cestu se vydali bez vyspání.
Ray informoval Antonia, odmítl myslet na nejhorší ohledně Eleny a Chloe bude hledat s novými přáteli. Antonio popřál úspěch a pověděl, jak otec trnul, že nevolal rovnou jemu. Celou konverzaci poslouchal přes napomínání princezny Albaird, protože Rayovi nevěřil. Antonio se oběma omluvil za hrubé chování z předešlého dne. Představil sebe, jejich rod obchodníků, a požádal je, aby na Raye dohlédli. Laeticia poznamenala, že je milován. K večeru dorazili do Larcette na jihu. Ray chtěl poletující D.U.M.U, jež jim výrazně pomohla zrychlením přesunu i v boji, schovat, aby nebyli nápadní, avšak to dle Laeticie není třeba. Připomíná sémiomantský orb, jenž také létá kolem svého majitele.
Po večeři Ray promluvil: nepochází z jejich světa a oběma žasnoucím to vysvětlil polopatě přirovnáním. Laeticia tedy pochopila, že je od hvězd a zajímalo ji, která z nich je jeho domovem, avšak zklamal ji, že odsud není na obloze vidět. Nedivil se, že to Albaird považoval za absurdní, neboť takové věci obyvatelé světů jako jejich neznají. Řekl, že pracuje jako přepravce mezi světy a D.U.M.A. byla jeho náklad. Vysvětlil, jak se zde on a Chloe ocitli. Jeho na oplátku zajímalo, proč princezna cestuje pouze s jediným členem doprovodu. Také někoho hledá a stopa ji zavedla k rozvalinám Mhedume. Navrhla, že oni mu pomohou najít Chloe, on zase jim Midase Felgreeda, bývalého maestra a jednoho ze Tří mudrců Aucerie. Dle Albairda jde o nepříjemného a všetečného člověka a připustil, že Ray ho snad může přesvědčit.
Ray nemohl usnout, nechtělo se mu hledat nějakého podivného čaroděje, ale uvědomil si, že by bez nich byl bezradný. Laeticia venku vyhubovala Albairdovi za oslovování „Výsosti“, když jsou inkognito. Ray jí poděkoval za ubytování a stravu. Požádala ho, aby nesmýšlel špatně o Albairdovi, protože ona je důvodem jeho mrzutosti. Shrnul jí jejich pouť ze svého pohledu a vyzval, aby si užila klidu, dokud může. Laeticie ho tedy požádala o oslovení pouze jménem a ne titulem. To ji uklidnilo a mohla v klidu spát. Ráno Albaird stanovil cestu dále na jih do hornického města Delryku, kde si zrekapitulují postup.
K večeru dorazili do cíle a následující den vyhledají iatrimanta, specializovaného sémiomanta-léčitele, jenž by mohl vědět, kde je Midas. Na náměstí do Albairda narazila roztěkaná mladá dívka, jež si s úžasem prohlížela jeho levou ruku a vyzvala ho k návštěvě ordinace. Ráno vešli do ordinace Marquise Yzena, kde tuto Ninu, doktorovu asistentku a učednici iatrimancie, znovu potkali. Trvala na tom, že Albaird nevypadá zdravě, ale doktor zde nebyl přítomen. Do ordinace vtrhl horník a hlásil, že se z dolů vyvalily příšery a zranily mnoho lidí. Nina zpanikařila, protože právě tam šel doktor. Zraněných či otrávených byly desítky a zatímco si Nina nahlas přeříkala postup léčby, z dolu vylezli obří, modře zářící červi, jaké tu nikdo nikdy neviděl. Ray hodlal provést průzkum bez Niny, jež měla plné ruce práce, Laeticie totiž ví, jak doktor vypadá.

### Epidemie
Albairdovi se nápad nelíbil, ale díky mapám z Rayova mobilu se neztratí. V ohromném kráteru je napadla několikametrová obluda, matka červů. Zlikvidovali ji i nevylíhnutá vajíčka a mezi nimi nalezli zraněného Marquise Yzena. Nina si pochvalovala dobře odvedenou práci a doktora uložili do postele. Konečně se Nině představili a ta jim slíbila poslat zprávu do hostince, až se doktor probere. Laeticia byla trochu smutná, ale Ray ji rozveselil nápadem na sochu za záchranu města. Ráno iatrimant vřele přivítal Laeticii i Albairda. Ptala se na maestra Midase, ale Marquis se nervózně tázal, co zamýšlí. Chce ho přivést zpět do hlavního města, aby pomohl odvrátit hrozbu. Marquise zajímalo, zda si je princezna vědoma okolností Midasovy rezignace; věřila, že byli členové královské rodiny a jejich rádci dotčeni jeho metodami. Pak tedy dle doktora chápe, proč jí nic neřekne, a požádal, aby se ho na to už neptala ve jménu čistého svědomí.
Albaird venku kroutil hlavou a Laeticia klopila zrak, zatímco Ray nechápal, co to znamená. Vyběhla za nimi Nina, že nejsou obyčejná pážata z hlavního města, když k nim doktor projevoval uctivost jako k nikomu. Pověděla, že Marquis byl též ze Tří mudrců jako „strýček“ Midas, a ona sama je dcera třetího mudrce Filberta Deforgese, a chtěla se k nim přidat. Laeticie si u ní doma všimla knihy o Helgarově chorobě a dalších dokumentů, které jí Filberto odkázal. Nina vzpomínala na návštěvu krále s Laeticií i Albairdem před sedmi lety, kdy je Marquis vykázal z Filbertova pohřbu. Král poznal, že se malá Nina velmi podobá otci, ale dle Marquise si Filberto nepřál, aby kráčela v jeho šlépějích, takže ji vychová jako svou vlastní. Královi se ulevilo, že o ni bude postaráno. Nině byla Laeticia hned povědomá a žádala ji o pomoc. Na oplátku přesvědčí Marquise ohledně Midase, ví, že má dobré srdce. Ray si pamatoval, jak Marquis řekl, že jeho odpověď by byla jiná, kdyby důvod byl jiný. Nina se toho chytla a šla za doktorem jen s ním. Laeticia se s Albairdem ocitla o samotě a vyčítala si, že si pohřeb maestra Filberta vůbec nepamatovala.
Nina vpadla do ordinace a horlivě oznámila cestu do Rythalu nakoupit tinktury a další materiál. Půjde se třemi ochránci. Doktor za ní vyběhl až ven, když mu došlo, kdo to bude, ale Ray ji venku vzal do náruče a s D.U.M.O.U se vznesli nad střechu, aby je neviděl. Odešli do Rythalu na východ hned a Ninu zajímalo, zda Ray také slouží královské rodině. Představil se jí jako pouhý dopravce, kterého přepadli zloději, ztratil loď i posádku a Laeticia s Albairdem mu pomohli. V přístavu Rythal ho napadlo poptat se, zda některá loď nemíří směrem, kam dopadla Chloe, avšak Vey'lská říše zahájila námořní blokádu a situace v zemi celkově je špatná. Potkali Welč v parádních modrých šatech, slunečních brýlích a s ukazovátkem v ruce hádat se s jiným námořníkem a upadl jí prstýnek. Laeticia věděla, že Welč bydlí v Delryku, tak jí ho vrátili a za donášku určitých předmětů jim dala tajemství tvorby předmětů.
Nina sehnala u doktora Vahnela potřebné zboží a požádala Laeticii, aby si prohlédla pacienta s Helgarovou chorobou, jíž zde podlehlo už dvacet osob. Chce, aby ji vzala do hlavního města do sémiomantského konsorcia, protože chce vymýtit Helgarovu chorobu, jež zabila jejího otce. Albaird jí připomněl stávající priority, pak ale zkolaboval. Doktor Vahnel si nevěděl rady s jeho levou paží. Když mu Laeticia vysvětlila, že ji takto má už čtrnáct let a způsobuje mu bolesti, doporučil doktor kompletní vyšetření u Yzena. Ten se při návratu do Delryku velice zlobil na Ninu. Zastal se jí Albaird žádající o vyšetření a předal mu lékařskou zprávu od Vahnela. Marquis se divil, že Midasova protéza vydržela čtrnáct let, a Raye zajímalo, proč to nevyhlásili medicínským objevem století. Opravit ji může pouze Midas, a tak Marquis prozradil, že žije ve vesnici Eda. Nina se ho ještě zeptala, zda smí studovat v Konsorciu, a divila se, že neprotestoval. Ray jí vysvětlil, že si rodiče obvykle přejí, aby děti kráčely v jejich šlépějích, jako on kráčí v otcových. Přes neshody s královskými jí otec odkázal své spisy pro případ, že se rozhodne stát iatrimantkou.
Vrátili se k místu přistání Raye, aby pronikli do severovýchodního horského regionu Edahli. Nocovali uprostřed skal a zatímco Nina tvrdě spala, Ray s Albairdem řešil jeho zdraví. Přes mobil se ozvala Elena, jejímž výbuchem poškozený záchranný modul právě dorazil na oběžnou dráhu Asteru IV. Poslala souřadnice místa přistání, 27 hodin cesty od jeho polohy. Jeho radost spatřila Laeticia. V Edě, obklopené hradbami, asi deset podivných robotů zahájilo palbu z kanónů. Ray vynadal D.U.M.Ě., že je varovala pozdě před „primitivními palnými zbraněmi“. Po náročné bitvě stanul na hradbách Midas, jenž poznal Laeticii, žádající o audienci. Zajímalo ho, zda i v dospělosti trucuje, když odpověď bude „ne“. Řekla, že vede pacienta od Marquise. Midas nechal otevřít bránu, což Laeticia považovala za malé vítězství. Cestou do jeho domu jim Midas vysvětlil systém sémiomantské obrany, když království padne. Jejich návštěvu považoval za znamení, že už to celé začalo.
Domů pustil Albairda, Ninu, a také Raye, jenž zalhal, že je také sémiomant a ukázal D.U.M.U. Poprosil, aby se směl aspoň dívat. Midas souhlasil, ale D.U.M.A. mu přišla velice zvláštní a Ninu poslal pro sušené bylinky. Při vyšetření Albaird Raye přísně varoval, ať si vše nechá pro sebe: už měsíc mu není dobře a kůže levého ramena ztmavla. Dle Midase mu do půl roku ochrne, ale dá mu novou protézu, i když ne tak dobrou. Před čtrnácti lety by dokázal víc, nyní to není možné, a rázně odmítl vyslechnout jakoukoliv žádost, kterou Albaird zkusil nadhodit. Laeticia si mezitím venku prohlížela Midasovy vynálezy, pak vtrhla k Midasovi a na kolenou prosila, aby vytvořil novou protézu. Osobně se zaručí, aby ho už nikdy neotravoval nikdo z jejího rodu. Přiznala, že cíl návštěvy byl jiný, ale nyní chce jen zdraví přítele z dětství. Midase obměkčila, ale potřebuje materiál ze země, které je již čtrnáct let ztraceno. Už tenkrát byl varován, že Albairdova protéza nevydrží přechod do dospělosti, tak připravil náhradu z konvenčních materiálů, ale s tou by už nemohl sloužit jako rytíř.
Raye zajímala funkčnost protézy a Midas chválil jeho všímavost, třebaže ne sémiomanta. Poznal, že mezi ním a D.U.M.O.U. není sémiomantské propojení, ale bylo mu záhadou, proč ho přesto poslouchá. Položil mu řečnickou otázku, ale Midas se nenechal oklamat. Ray na něj přesto zkusil, že padne-li království, on sám nakonec také. Midas to kategoricky odmítl a rázně ukončil diskuzi. Laeticia přesto děkovala za péči o Albairda a Nina žasla. Náhle se z mobilu ozval signál oznamující vniknutí modulu s Elenou do gravitačního pole Asteru IV. Midas vyletěl ze židle a nadšeně se o to zajímal. Dle Eleny nepůjde sestup ovládat ani manuálně a přistane tvrdě. I Nina byla zvědavá, mobil viděla stejně jako Midas poprvé. Ray se omluvil, že to musí urgentně vyřídit, a Laeticia se omluvila Midasovi, že dle přísahy mu musí pomoci. Venku zahlédli rozžhavený modul padat do hor. Midas šel s nimi, zná cestu.
Zničený modul našli v zasněžené Svatyni Galca. Elena měla zničenou levou ruku a pravou nohu, poškozený hlas, vypnuté neurální obvody a nefunkční symbo-pohon. Energie ze záložního zdroje jí postačí na 56 hodin v úsporném režimu, součástky z jejího modulu byly nepoužitelné, a tak chtěla, aby ji Ray vypnul a zničil, což odmítal udělat. D.U.M.A. navrhla sehnat pro „tuto životní formu“ součástky v Rayově modulu. Raye překvapila, že až nyní opět promluvila. Elenu zavřeli zpět, Nina byla zmatená a zvědavý Midas žádal, zda je smí doprovodit. Po náročné cestě zahlédli zamaskované muži, jak odstranili zneviditelnění. Ti je napadli výstřelem z pistole a po boji to Rayovi vrtalo hlavou. D.U.M.A. navrhla soustředit se na součástky a Elena přes mobil varovala, že vyjmutím generátoru energie ztratí dálkový mobilní signál. Chtěl zavolal Antoniovi a otci Raulovi, jenže spojení selhalo. Pro Elenu bylo udržení komunikace s vesmírem důležitější než její oprava, ale Ray to odmítl. Antonio je tak jako tak na cestě a Elena odhadla trvání opravy na 72 hodin.
Rozdělili se a Laeticia s Albairdem a Ninou pátrala po informacích, zatímco Ray se s Midasem vrátil za Elenou, kde bude za tři dny sraz. Midas pochyboval, že bude k užitku, když se Elena vypnula, aby je nezranil elektrický proud. Po celodenní dřině ji znovu zapnuli. Pak se pustili do oprav končetin, zatímco je Elena napomínala, aby odpočívali, jinak oprava nebude efektivní. Ray další den chválil Midase, nadále pochybujícího o své užitečnosti. Ten aspoň pochopil, že on a jeho banda skutečně pocházejí z cizího světa, a vysvětlil, jak před čtrnácti lety vlivní krátkozrací lidé skoncovali s jeho prací a královská rodina se přiklonila na jejich stranu. Proti Laeticii nic nemá, ale vadí mu, co představuje. Dorazil podivný muž s rohy a fialovou kůží, jenž se ptal, co tady pohledávají, a ukázal na D.U.M.U., jejíž přátelé jsou jeho nepřáteli a nedopustí, aby pohltila další svět. V boji ho Ray a Midas porazili a neznámý muž přiznal špatnou přípravu. Midas zadržel Raye, aby ho nepronásledoval, musí dokončit opravu.
Mezitím se Nina ptala, kdo Ray opravdu je. Albaird s Laeticií jen pověděli, co o sobě sám řekl, ale nelze to ověřit, i když vše, čeho byli dosud svědky, o lecčem vypovídá. V Larcette starší dáma vypověděla o směru pádu komety a v Delryku doktor Yzen potvrdil, že byla velmi dobře viditelná po celém západním kontinentu. V Rythalu vypukla epidemie, a tak Nina pomohla doktoru Vahnelovi. Vyslechli si opilého námořníka vyprávějícího o kometě, z které vylezli goblini šířící nemoc a fialový rohatý muž. S Ninou se vypravili zpět a za městem potkali onoho rohatého muže a pobili se s ním. Neznámý muž po porážce řekl, že tu padající hvězdu přenechá zatím jim, a zmizel. Co nejrychleji se vrátili do Svatyně Galca, kde nalezli Raye k smrti unaveného na hlídce a řekli si o setkáních s těmi fialovými muži. Laeticia ho přiměla prospat se.
Další den ho probudila Elena, kterou mezitím Midas opravil tak, že byla schopna fungovat ze 70 %. Ray jí řekl, co se událo, a že pátrají po Chloe, přičemž slíbil, že pomůže Laeticii přemluvit Midase k cestě do hlavního města. Ten o tom nechtěl slyšet, ale Elena ho požádala, aby cestu s nimi zvážil, neboť v případě jejího poškození bude potřebovat lidi, kteří znají schéma její konstrukce. Když odmítne, rozloučí se a při problémech požádá o pomoc jiného sémiomanta nebo vynálezce. Tím ho přesvědčila. On navíc připomněl Albairdovu protézu, ale vyhradil si právo kdykoliv je opustit. Prozatím se vrátili do Rythalu, neboť se tam má obnovit lodní doprava do východní části království.
V přístavu plném lodí a ptactva si všimli mála lidí v ulicích a Nina dostala zlé tušení. Doktor Vahnel tu měl totální epidemii, která začala s první lodí. Raye napadlo, že na východě bude situace stejná. Elena všem kromě Niny doporučila vyhýbat se nakaženým a nasadit si roušky. Vahnel se ptal, zda je také doktorka; nebyla, ale má dost znalostí a nakazit se nemůže, tedy vyšetří nejhorší případy. Další den ráno si nasadili roušky a bylo složité Albairdovi vysvětlit pojmy virus či bakterie. Midas vůbec nevstal, a tak Ray zavolal Elenu, jež konstatovala vysokou horečku. Potřebovala sehnat různé vzorky ptačího trusu, původce Helgarovy choroby, a z poznámek Niny vyčetla dost pro výrobu antibiotika. Po střechách sbírali trus v hnízdech a v jednom si všimli něčeho, co už viděli v delryckých dolech. Nina zjistila, která bylina bakterii ve vzorcích likvidovala, zatímco Elena jí a Vahnelovi vysvětlila teorii.
Eleně došlo, že výrazně uspíší zdejší rozvoj, a venku to probrala s Rayem. Obávala se katastrofy z nesprávného využití antibiotik lidmi z předindustriální epochy s nulovými znalostmi bakteriologie. Ray nerozuměl, že nyní mluví jak nějaká federálka, a chtěl zachránit co nejvíce lidí, správnost rozhodnutí nechť posoudí bohové a dějiny. Mezitím Nina žádala Vahnela a Laeticii, aby existenci léku zatím utajili, neboť dotyčná bylina je velmi vzácný endemit z hory Cottorinth poblíž přístavu Cotto. Lék vyzkoušeli na Midasovi, jenž se rychle uzdravil a děkoval jim. Dle Eleny by nejvíc měl děkovat Nině za její dlouholetý výzkum. Vyrazit lodí nemohli, protože byla znovu nařízena přísnou karanténa. Midas znal jinou cestu a provede je v zájmu Edy, kam by se nemoc dřív nebo později rozšířila také.

### Cesta do Acendrosu
Od Svatyně Galca vedla neudržovaná a náročná cesta přes zasněžené hory. Noc strávili v opuštěné budově a Midas se divil, že automat Elena spí, a že se Laeticia nedivila pohledu na „vnitřnosti“ Eleny. Ta to přirovnala ke střetu s fialovým mužem: nové plemeno s úplně jinou anatomií. D.U.M.A. se k ní otočila, ale nepromluvila. Ray vysvětlil, že Elena je android, velmi vyspělá mechanická panenka. Výrazu „velmi vyspělá“ Laeticia nerozuměla, Midas však ano, protože si všiml její potřeby pomodlit se v Galce za pocit viny z poboření Svatyně při pádu modulu, toho jak si všimla Laeticiných starostí, jak v Rythalu vedla s Rayem diskuzi o morálních dopadech a jak je nasměrovala dle výpočtů na správnou cestu. To vše zvládne málokdo, a tak se ptal Raye, že na Eleně přece musí být něco velmi zvláštního. Pro něj ano, ale obecně nikoli, protože v jeho světě jsou androidi všude. Midas si vynutil jako odměnu za pomoc, aby mu svůj svět ukázal. Laeticia žasla, jaké další divy se tam musejí nacházet.
Dále sněhu ubývalo a došli do Cottorinthského regionu s rozsáhlým pralesem a s přístavem Cotto na jihovýchodě. Důstojník je vyzval k odchodu a vyhrožoval zatčením při neuposlechnutí. Boj přerušil Theo Klemrath, velitel námořní flotily, jenž pozdravil Albairda, a tak rytířům došlo, s kým bojovali, a omluvili se. Theo je na velitelství informoval, že epidemii úmyslně šíří žena v nezvyklém oděvu. Raye napadlo, zda to není Chloe. Theo by ho pro podezření ze spojitosti s tou ženou měl správně zatknout už při vstupu do města, ale Laeticia bratrance žádala, aby s ním jednal s úctou. Se smíchem prozradil, že kromě Raye a Eleny všechny zná. Ray se představil a pověděl vše, co dříve ostatním. Ta žena by mohla být z jeho posádky, ale odmítl s ní spojovat Helgarovu chorobu. Theo připomněl politickou situaci, kvůli níž se evakuovali obyvatelé Baldaaru, čehož využili vey'lští špioni. Podezřelá byla spatřena na Cottorinthu a není kvůli epidemii možné vyslat tam vojáky. Nina vesele vyskočila, že má štěstí, neboť oni to vyšetří. Laeticia doplnila, že znají lék, jehož nejpodstatnější složka se nachází na té hoře. Ohromený Theo nabídl, že vypátrá Chloe, jejíž podobu mu Ray ukázal na mobilu. Jen ať nikam nevylepují její podobiznu, vystrašila by se.
V Cottorinthskému horskému průsmyku Nina pověděla, že „bičík koprový“ (dillwhip) roste na vlhkých, tmavých místech. Ty však byly zamořené modrými červy jako delrycké doly a kvůli změně kyselosti půdy byliny uschly. Narazili na čerstvé stopy, jež dle Eleny patří ženě menšího vzrůstu. V dalších tmavých jeskyních byl vzduch otráven silnými neurotoxiny, jež dle Laeticie byly dílem legendární čarodějky, ale Elena považovala za pravděpodobnější vliv masožravých hub. V jeskynním průchodu našli laboratoř se vzorky modrých červů a další havěti, vybavenou velmi vyspěle. D.U.M.A. detekovala palnou zbraň a aktivovala bariéru, do níž žena s fialovou kůží střílela. Ray nedbal doporučení D.U.M.Y. a vystartoval proti neznámé ženě, kterou rozhodily vysypané dokumenty z obálky, a vyrazil jí pistoli z ruky. Utekla.
Dostihli ji na plochém vrcholu hory, kde se jich v panice ptala, kdo jsou; a nemohla věřit, proč ji pronásledují až sem, a že plukovník měl pravdu a není úniku. Vůbec neodpověděla na otázky a Ray ji vinil z pohrávání s jeho modulem. Přivolala mobilem obřího modrého ptáka Sampatiho, jehož porážka nebyla snadná, aby utekla. Albaird nadával, proč D.U.M.A. toho létavce nedetekovala dříve, ale Laeticia to vysvětlila omezeným dosahem. Dle Eleny a Raye ti fialoví lidé nepocházejí z Asteru IV. Z jeskyně uslyšeli vítězoslavný výkřik Niny, jež našla zahrádku, spíše pěstírnu s mnoha exempláři potřebné byliny. Albaird pročetl dokumenty, kde byly uvedeny rozkazy provést testy na lidech v Delryku, Rythalu i v Cottu těmito fialovými lidmi na příkaz Vey'lské říše.
Podali hlášení Theovi a Albaird řekl, že velká laboratoř a rozsáhlé testy nemohly být dílem jediné ženy, a připomněl střety se zahalenými lidmi. Theo usoudil, že jim musí pomáhat někdo z královských, a chtělo se mu až kleknout před Midasem. Raye zajímalo, co přesně se před čtrnácti lety stalo, ale Theo nyní nechtěl mluvit. Nina ukázala natrhané byliny a žádala, aby vojáci střežili jediný lék na Helgarovu nemoc. Laeticii Theo varoval, že její návrat do hlavního města nemusí dobře dopadnout, a proto ji doprovodí. Ukázal identikit Chloe Kanarisové, který mu poslal kancléř Neyan. Byla u Baldaaru zajata pro podezření ze špionáže, pro její vizáž a celkové zmatení. Ray vyhrožoval, pokud jí ublíží, ale Theo ho uklidnil, že ji pustí, jakmile se vše vysvětlí. Theo ale povede jednání, protože kancléř neposlechne Albairda ani Laeticii. Venku si Theo promluvil s princeznou o správnosti zapojení Raye a Eleny do konfliktu, cizinců, kteří nesložili přísahu. Ray jednal s Albairdem a Laeticií o úspěšném průběhu cesty a rozjasnil jí tvář, když slíbil, že s ní zůstane i po propuštění Chloe.
Severovýchodní Aucerijskou hlavní silnici došli do třpytivého hlavního města Acendrosu, ohromného velkoměsta s velikým Aucerijským hradem na vysokém kopci. Ne moc vřele je přivítal kancléř Neyan, jenž Laeticii vynadal za její cesty, a Albairdovi za úmysl uhlídat princeznu sám. Theo se jich zastal, ale kancléř se hádal dál, až Midas vydechl, že přesně proto nenávidí královský hrad, a odešel „tam, kde řádně vyšetří Albairdovu paži.“ Laeticia s Neyanem jednala ohledně Chloe a vymohla si schůzku jejích dvou přátel, bez nichž by její cesta byla mnohem náročnější, s vězněnou v baldaarské pevnosti. Záležitost řešili v jednací síni bez krále, jenž osobně řídil obranu frontové linie v Baldaaru. Diskuze nebyla příjemná, protože si Neyan „nemohl“ být jistý, zda Ray a Elena nejsou špióni, navíc se právě zodpovídal vévodovi Klemrathovi, takže i syn Theo má svázané ruce. Rayovi se nelíbilo, jak Neyan mluvil o válce, a nezdál se mu ani králův odchod na frontu, když největší hrozbou mají být špioni. Theo se pousmál tvrdé kritice a Ray nesouhlasil s Neyanovým předpokladem o zbytečnosti Laeticiiny cesty. Ta navrhla, že krále nebude zatěžovat písemnými žádostmi, tedy s ním promluví osobně. Neyan žádal Albairda a Thea, aby jí to rozmluvili, ale Theo se obával, co ona udělá, když nedostane ke vstupu do Baldaaru povolení.
Neyan bez nadšení vyhověl a Theo se vrátil do Cotta. Midas v sémiomantském konsorciu vinil ředitelku Melthiu (drobné postavy, přestože je už třicátnice), že se vrátil jen proto, že cosi ukázala Laeticii. Odmítl jít s partou do Baldaaru, nehodlá se klanět králi. D.U.M.A. nechápala, proč se lidé ozbrojují, vždyť válka proti příslušníkům stejného plemene přinese značný úbytek populace, čemu tedy prospěje? Stejnou otázku si položila i Laeticia. V baldaarské bazilice je kapitán Bertrand poslal za králem do síně za oltářem. Laeticia se omluvila za dlouhou nepřítomnost a představila členy své výpravy. Král velice rád uviděl dceru maestra Filberta a vyslechl si hlášení o nálezu léku na Helgarovu chorobu a návratu maestra Midase. Nic z toho by nebylo možné bez pomoci Raye a Eleny. Laeticie požádala o propuštění Chloe Kanarisové z vězení.
Chloe se při pohledu na Raye a Elenu rozplakala. Pověděla, že výboj usmažil elektroniku v modulu i její komunikátor, a spadla do moře. Nemohla se domluvit. Ninu zajímalo, jak s nimi vlastně Ray a Elena komunikují, ale neodpověděli konkrétně. Bertrand jim ukázal hostinec, kde přespí, a Ray poděkoval Laeticii za pomoc. Ujistil ji, že dodrží dohodu ohledně Midase. Laeticia ho požádala o soukromý rozhovor na tajném místě východně od pevnosti, na Kopci věrnosti. Pod rouškou tmy vystoupali na vrch s nádherným výhledem. Svěřila se, že vztahy mezi Aucerií a Vey'lem vnímala jako napjaté už odmala. Tady přemýšlela, proč lidé žijící pod společnou oblohou válčí. Považuje to za hanbu, neboť obě dynastie spojoval sňatek Theovy tety s císařem Bohld'orem, jenže před patnácti lety zemřela během epidemie Helgarovy nemoci. Vey'lská říše žádala o vyslání aucerijského iatrimanta, neboť jich Vey'l neměl, ale království nevyhovělo. Raye zajímalo, proč mu to říká. Odpověděla, že si dále nepřeje to tajit.

### Válka s Vey'lem
Ráno byli probuzeni výstřely. D.U.M.A. spustila alarm a Elena určila, že jde o vey'lské dělostřelectvo. Laeticia venku viděla zuřící a špatně se vyvíjející bitvu na hořících hradbách. Museli okamžitě opustit Baldaar. V bazilice se král Raimbaut rozčiloval, kdo dal rozkaz zahájit po Vey'lských palbu. Bertrand si nebyl jistý, avšak námořní batalion byl v tu dobu již na moři. Vey'lští prorazili jižní bránu a pevnost dostala velmi silný zásah od obrovských námořních kanónů. Bertrand byl zděšen, protože běžné kanóny sem od moře nedostřelí. Elena podezírala rohaté fialové lidi, že Vey'lské říši zajistili prudký technologický pokrok. Ray tedy zavelel utéct a rychle, ale král i Bertrand odmítali pevnost opustit. Ray s Laeticií jim rychle vysvětlili, že Vey'lu pomáhají lidé z jiného světa a Ray také pochází ze světa vyspělejšího než jejich. Krále přesvědčila až další ohromný výstřel z obřích děl a nařídil ústup do hlavního města.
Bertrand s vojáky zajistil týl, zatímco Albaird a ostatní chránili krále a Laeticii. Na silnici do Acendrosu krále zasáhla palná zbraň do levé ruky a pochopil, jak ohromnou palebnou převahu má nepřítel. Fialová žena vyvolala čtyři obří modré červy (stejné jako z delryckých dolů), a Ray nařídil D.U.M.Ě. chránit krále a Chloe, když je dohnali nepřátelští vojáci. Po velmi náročné bitvě Ray D.U.M.Ě. vynadal za neuposlechnutí, avšak ta se bránila, že ochranou krále by jinak zemřelo výrazně více Bertrandových vojáků, tedy jednala v zájmu ochrany krále a Chloe. Zraněný král vyzval Laeticii, ať uprchne, neboť dokud ona žije, království nepadne. Napadli je další nepřátelé a tentokrát D.U.M.A. splnila příkaz a spustila nový defenzivní protokol, jenž výrazně zmírnil zásahy od nepřátel. Ray opět nadával, proč takovou mocí už předtím nepodpořila Bertrandovy vojáky. Ze severu D.U.M.A. hlásila příliv dalších nepřátelských sil, tentokrát ale šlo o jízdu Lomberta Klemratha a o pěchotu generála Canuse, jež rozdupaly všechny pronásledovatele, zatímco Theo zahnal vey'lské loďstvo na moři.
Postup Vey'lské říše sice zastavili, ale Baldaar zůstal obsazen. Na Aucerijském hradě požadoval Lombert vysvětlení. Bertrand přiznal, že neměli šanci od samého počátku. Canuse zajímalo, proč královští zaútočili první, a kancléř Neyan vyzval, aby si nechali obviňování napotom. Zajímaly ho zbraně Vey'lské říše a Theo potvrdil, že takové lodní kanóny nikdy předtím neviděl. Laeticia dodala své poznatky o palných zbraních, které Canus považoval za žert, ale ředitelka Melthia ukázala kulku, která probila brnění rytíře a okamžitě ho usmrtila; další útok bude zrovna tak devastující. Canus hodlal dobýt Baldaar zpět, ale Laeticia to nechtěla dovolit. Neyan rozhodl pokračovat v jednání, až se král zotaví. Melthia pozvala členy party do Konsorcia, kde si Midas oddechl, že masakr přežili, a seznámil se s Chloe. Melthia prohlásila, že válku nevyhrají bez zisku převahy, a uznala, že je čas, aby se maestr i ostatní dověděli, proč se Laeticia vůbec vydala Midase hledat.
Ukázala jim hangár s několika malými letadly nebo vznášedly. Melthia na základě Midasových teoretických návrhů sestrojila prototypy, jež by dle Eleny skutečně mohly válku zvrátit a pochválila Midasův talent, jenž to odmítl jako čtrnáct let starý bláznivý sen. Melthia si byla vědoma, že Midas přišel kvůli vyšetření Albairdovy paže, avšak materiál na dokončení letounů Fulga získají jedině v Nihlbethu, na jižním kontinentě. Midas kdysi zkoušel vzlétnout jen s použitím sémiomancie, avšak nedávno objevili katalyzátor, jenž umožní déletrvající let: levitasová ruda, jejíž jediné naleziště je v Nihlbethské pradávné spirále (Nihlbeth Ancient Coil) na území Trathenů. Midas se nejprve vzpíral, ale nakonec šel s nimi. Melthia zařídila přepravu lodí z Cotta a Elena s Chloe zůstala v Acendrosu, aby Raye telefonicky informovala o aktuálním vývoji. Laeticia souhlasila, aspoň se doví, jaké intriky její strýc Lombert a další zase vymyslí.
Dle posledních zpráv chystala Vey'lská říše útok na Nihlbeth, tak se na druhém břehu s nimi Theo rozloučil a požádal Raye, ať dá pozor na Laeticii. Přes suchou tropickou krajinu dorazili k Pradávné spirále, k městu vytesaném v obřím stromě, vyrůstajícím z pradávných ruin. Uslyšeli výstřely a Midas se ihned rozeběhl vstříc, kde našel Malkyu v boji s několika vey'lskými vojáky. Malkya se s ním vřele přivítala, sotva ho po letech poznávala. Poznala bezpečně Laeticii a Albairda, i když je naposledy viděla malé, a rozpoznala kostní dřeň, kterou pro něj obětovala. Formálně se všem představila jako náčelnice trathenského lidu. Nina si všimla, že Midas něco s Malkyou má a Laeticia to zamluvila, že oba nemají dobré vztahy s aucerijskou královskou rodinou. Malkya přiznala, že ani po letech nepřišla na to, čí to tenkrát byla vina.
Malkyji bylo jasné, že levitas žádají k dokončení Fulgy, Midasova nápadu z dob, které trávil s Filbertem, s Marquisem a s ní. Podmínila to ukončím hrozby z Vey'lské říše, jelikož jí z hlavního města neposlali žádnou pomoc. Malkya se přidala k partě a vyrazili proti hlídkám nepřítele. Když viděla, že je Laeticia s ostatními lepší, než čekala, naplánovala útok na vey'lskou loď. Dohnala je poselkyně se zprávou, že nepřítel zahájit útok na Pradávnou spirálu. Přes okamžitý návrat bylo již město obsazené vojáky Gastona Gauciera, fialového generála Vey'lské říše, jenž napadl Laeticii nedaleko Rythalu. Poznal je včetně D.U.M.Y. Řečnil, nač spolu bojují, když mají D.U.M.U.? Nabídku spojenectví odmítli a po boji Gaston pozdravil D.U.M.U. pro příště a zmizel. O původu fialových lidí z vyspělého světa již nebylo pochyb. Malkya poděkovala za pomoc a Albairda znovu rozbolela paže.
Přiznala, že po útoku nemohou její muži pomoci s těžkou prací, a Albairdovi nabídla novou kostní dřeň na protézu. Operace trvala celou noc a Laeticie odběhla ven přemýšlet. Albaird vyzval Raye k promluvě s ní, mnoho věcí dosud neřekla. Venku pověděla, jak před čtrnácti lety s Albairdem a Theem dováděla v opuštěné části Aucerijského hradu, kde se na ni zřítila klenba. Albaird ji odstrčil, ale trosky ho málem usmrtily. Malkya a Midas ho dokázali vyléčit, ale jejich metoda mezidruhové transplantace byla označena za neodpustitelný zločin, a tak ho i Malkyu postavili před soud, o který nejvíce usiloval Lombert, Laeticiin strýc, a král Raimbaut se k němu přiklonil; neměl jinou možnost vzhledem k nedávné smrti vey'lské císařovny. Midas sice byl zproštěn obvinění z vlastizrady, ale za vše ostatní byl vyhnán. Malkyu vyloučili ze studia na Sémiomantském konsorciu, diplomatické vztahy s Nihlbethem skončily a maestři Filberto a Marquis na protest následovali Midase do vyhnanství. Když se od Melthii dověděla o Fulgách, nabyla přesvědčení, že království zachrání. Proto se vydala najít Midase a přivést ho zpět. Uprosila Albairda, aby šel s ní, a Thea, aby pomohl s přípravou. Když potkala jeho, nabyla víry, že vše dobře dopadne.

### Převrat v Aucerii
Laeticia plakala, když viděla Albairda s novou protézou. Generál Canus přinesl zprávu, že se královo zranění zhoršilo, dochází k podezřelým aktivitám v Baldaaru a kancléř Neyan si žádá okamžitý návrat Její Výsosti. Ray ji vyzval, aby s Albairdem šla, její lid ji potřebuje. Midas dodal, že teď si Lombert dělá, co se mu zlíbí, ale přes Elenu budou po jejím návratu nadále ve spojení. Zbytek v podzemí narazil na nástěnné malby se symboly, jež Nině připomínaly iatrimancii. Rayovi připomínaly symbologii z jeho světa, přesně takové nákresy si pamatoval. Na otázku, co je symbologie, odpověděl, že díky ní Elena vůbec funguje. Chtěla by jeho svět jednou navštívit. Propletli se spletitými chodbami plných pastí a příšer až k bohaté levitasové žíle, kde se rozzářil náhrdelník Niny, jenž dle D.U.M.Y. silně reagoval na další nástěnnou malbu. Díky těmto symbolům bylo možné s D.U.M.O.U doletět dál. Nyní vyčkají, až Midas s pár místními natěží potřebné množství.
V Cotte kancléř Neyan Laeticii s Albairdem informoval, že Lombert uskutečnil státní převrat a uzurpuje trůn. Díky její přítomnosti snad bude brzy opět nastolen pořádek, Vey'lská říše zatím neví, co se děje. V hlavním městě porazili několik povstalců a hledali krále. Albairdovi to připadalo divné. Před bránou potkali Thea, jenž se zlobil, že nezůstala v Nihlbethu, ale Neyan zdůraznil, že je silná a je potřeba tady. Theo řekl, že král není v ohrožení života, a spolu s Laeticií a Albairdem vtrhl dovnitř pro Elenu a Chloe. Elena s Bertrandem v trůnním sále bojovala s jinými pučisty a krále s Chloe poslali do bezpečí. Neyanovi se nelíbilo, jakým způsobem to řekl, avšak Laeticia věděla, že unikli tajnou chodbou vedoucí až do Cotta, o které ví jen ona a otec. Nařídila opustit město. V tajné chodbě dohnali otce, jehož Chloe podpírala, a omlouval se za vlastní slabost. Albaird mu nabídl podporu svou novou paží. Chloe vystrašilo zadunění velké střely, ale Elena ji uklidnila, že informovala Raye, že jsou s Chloe odváděny mimo město, jež je uzavřené.
Neyan poděkoval Laeticii za pomoc s nalezením tajné chodby, nasadil si plynovou masku a roztříštil plynový granát. Informoval Laeticii a krále, že budou vráceni do hradu. Postěžoval si na pomalost účinku plynu, tak ho Elena poučila o správném dávkování a chystala se ho tvrdou ranou zneškodnit. Theo jí v tom zabránil a Chloe s Albairdem vyjekli, že také zradil. Elena poznala, že jed pochází z Cottorinthu, a Neyana zajímalo, zda je tím „androidem“. Elenu nepřekvapilo, že to ví, když udržuje tak těsné kontakty s Vey'lskou říší. Neyan vytáhl mobil a vypnul ji elektromagnetickým šokem. Laeticia, Albaird, král i Chloe se ocitli ve vězení. Chloe lámanou asterštinou řekla, že Bertrand nezradil.
Laeticii trápilo, co kdyby Vey'lská říše zaútočila, ale dle Neyana v doprovodu Thea a fialové ženy je to jedno. Albaird křičel na Thea, zda kolaboroval od samého začátku. Žena promluvila, že mu to konečně došlo. Neyan vyděšené Laeticii sdělil, že slouží Vey'lské říši a že její strýc přijal jeho nabídku. Mír nastolí jejich zítřejší veřejná poprava, ať se raduje. Albaird křičel na Neyana zrůdo a na Thea, zda s tím vážně souhlasí. Ten apaticky pronesl, že její krev poteče kvůli Raymondovi. Jinak by byla v bezpečí v okolí Delryku a k převratu by došlo bez prolití krve obou. Laeticia vzlykala, zda si i Theo myslel, že je také neschopná? Řekl, že kdyby byla, byla by ušetřena popravy jeho rukou. Neyan si povzdech nad Theovou neodhodlaností a Albairdovi řekl, že dle původního plánu měl být poslán pryč jen on. Fialová žena se ptala na extrémně nebezpečnou D.U.M.U., ale nyní provede analýzu Eleny, ať si pospíší. Komandování od chráněnky císaře Neyana štvalo a ulevil si na Laeticii, že její přátelé trčí v Nihlbethu, jaká škoda, že ji tentokrát nezachrání.
Následující den pro Laeticii a jejího otce přišel Neyan, že o jejich popravě je rozhodnuto, a spoutané je odvedl. Albaird si zoufal, že nezmůže nic, když tu se rozzářila jeho nová ruka. Neyan jim v trůnním sálu řekl, že královské linie bude pokračovat díky korunovaci vévody Lomberta, ale Aucerius se stane součástí Vey'lské říše a bývalý král Raimbaut bude popraven. Laeticia bude žít, pokud se provdá za prince Ger'rarda, dědice říšského trůnu. Raimbaut i Laeticia řekli jednoznačné ne, neobětují svou důstojnost. Fialová žena Lola se ji pokusila vydírat životem Albairda a Theo se ji snažil také přesvědčit, ale pro ni závislost jejího života na nepříteli znamená být mrtvá tak jako tak. Neyan tedy prohlásil, nechť princezna zemře s hrdostí. Lola cestou zpět do vězení vysvětlila, že vypnutou Elenu rozebere a zničí, není jistota, zda není napojená na D.U.M.U.
V Nihlbethu Melthia předala rozkaz od generála Canuse zanechat těžby a vzdát se. Canus obvinil Raye a Midase z ohrožení princezny v aktivní válečné zóně v Baldaaru, z přivlastnění královské flotily a ze spiknutí s Nihlbethem proti království Aucerius. Ledově klidná Malkya to považovala za šílenství a Midas za nesmysly. Canuse snadno porazili a Midas mu pohrozil svými znalostmi mnoha věcí horších než smrt. Vyděšený Canus prohlásil, že Aucerie již nebude trpět pod hrozbou Vey'lské říše a vládne jí Lombert. Midas se rozkřikl, že vždycky věděl, jací jsou tam hlupáci, ale nikdy ho nenapadlo, že až takoví. Raye zajímal osud Laeticie a dle Canuse to s ní skončí jediným možným způsobem. Ray v tu chvíli dostal zprávu, že s Elenou bylo ztraceno spojení, a rozhodl se okamžitě vrátit. Malkya kopačkou do hlavy knokautovala Canuse, který se mu vysmíval, ať letí s tou nedodělanou rachotinou. Pak použila tajný symbol, kterým všechny teleportovala rovnou do Acendrosu. Chtěla na oplátku, aby za každou cenu dokončili Fulgu.
Rozzářenou Albairdovu ruku totiž použila jako maják a Albaird jim vysvětlil, že Theo a Neyan jsou zrádci a agenti říše a že princeznu s králem popraví. Potichu hledali další a od stráží slyšeli, že Thea poslali do domácího vězení, aby nedělal při popravě rozruch. Nalezli ho překvapeného v jedné z lepších cel. Dovnitř vešel jen Albaird, rozbil mu ústa a začal ho vyslýchat. Theo prozradil, že trojice rohatých fialových lidí jsou Vyrové a království je odsouzeno k zániku, dokud bude mít říše jejich technologickou podporu a sílu... „jako z jiného světa,“ doplnil Ray. Stydící se Theo mu řekl, že nebýt jeho, Laeticiin život by byl ušetřen. Ray, Midas i Albaird ho přiměli k pomoci ji zachránit. Nabídl, že osvobodí Bertranda, jenž shromáždí rytíře, kteří zůstali věrní. Omluvil se Rayovi, že neví, zda Elena žije, protože ji Neyan zneškodnil nějakou zvláštní „bombou“, ale Ray ho uklidnil, že ji pouze vypnul, a doufal, že si s ní nepohrávali Vyrové. Theo jim ukázal dveře vedoucí do věže nejblíž k popravišti, kde počkají na diverzi. Chloe řekla, že tentokrát jim nelže.
Na popravišti spatřili vypnutou Elenu a Malkyu znechutilo, že se bude upalovat zaživa. Plán úderu z velké výšky a vzdálenosti D.U.M.A. zamítla, bude tam příliš mnoho nepřátel. Ke kůlům přivázali princeznu i krále, jehož Lombert vinil z nečinnosti proti Helgarově chorobě, z války proti Vey'lské říši a ze zanedbání péče o poddané. Neyan a oznámil konec království a jeho sjednocení do Spojené vey'lské říše. Dále, že v bitvě o Baldaar vystřelili jako první královští vojáci a král s princeznou odmítli nabídku císaře Bohld'ora ke smíru. Theo žádal, aby popravu provedl on a potichu se Laeticii omluvil. Halapartnou zabil stráže kolem a křičel, že nedopustí smrt „sestřičky“. Neyan rozkázal sémiomancií upálit všechny včetně Thea. Nina zapnula Elenu půjčeným Rayovým mobilem, když D.U.M.A. ochotně vykonala jeho rozkaz vytvořit kolem odsouzených bariéru a Malkya jí půjčila levitas, aby se tam snesla. Neyan rozkázal všechny zabít, ale na prostranství vtrhl se stovkami rytířů Bertrand. Během bitvy Albaird vyzval k ochraně princezny. Elena děkovala za zapnutí, ale Rayův a Niny kousek měla za pošetilost. Midas se sám sobě divil, že bojuje na straně královské rodiny. A Laeticia vášnivě vyzvala ukončit chaos.
Ukázal se plukovník Velanj, fialový muž od boje u Svatyně. Lole nařídil připravit ústup, Neyan totiž ztratil kontrolu. Lomberta nechali na místě po boji party s šíleným Neyanem i dvojicí Vyrů, které Gaston evakuoval. V zasedací síni probrali poslední události a situace byla i nadále vážná, neboť neměli dost vojáků. Ray se přimluvil za mírnější trest pro Thea, ale ten byl usvědčen i z událostí na Cottorinthu, tedy mu dle Bertranda nelze jeho vinu prominout. Jediná organizace v království, která vyvázla s čistým štítem, bylo Sémiomantské konsorcium. Ray navrhl využít Fulgy, ale Midas vyštěkl, že nemají čas k jejich přípravě. Ruda stále ještě nebyla přemístěna sem a Vey'l nepočká, trvalo by to nejméně tři měsíce. Král netušil, co je Fulga, Midasova mladická nerozvážnost, tak ji Laeticia otci i Bertrandovi ukázali.

### Fulga a svatba
Melthia je pozvala do pracovny Sémiomantského konsorcia, kde se král divil, že Laeticia na rozdíl od něj o Fulgách věděla. Midas řekl, že Fulga nebyla jako zbraň vůbec zamýšlena, a Malkya dodala, že ruda levitas touto dobou bude připravena. Postačí vyslat z Cotta loď a vrátit se i s Canusovou. Vzala si to na starost a krále Raimbauta uklidnila, že tehdy udělal, co za daných podmínek bylo možné, ale chce na oplátku očištění Midasova dobrého jména. Dle Midase bude nejdůležitější nastavit správně modulaci měniče. Byť nepropracovaná, je Fulga pro Elenu krásný příklad strojírenství a poeticky se rozradostnila nad představou vidět ji létat po obloze plné hvězd. Požádala o povolení podílet se na tvorbě vzdušné obrany světa a s prohlídkou levitasu od Niny potřebuje stanovit její symbologický výkon. Na všechnu práci jí postačí deset dní, čímž vyvedla Midase z míry. Laeticia zmínila nabídku od Neyana. Král se zhrozil, ale byl to jediný způsob, jak získat čas. Nechala Bertranda poslat do Baldaaru depeši, že s nabídkou k sňatku s princem Ger'rardem souhlasí.
Elena porovnala název těch cizinců a zjistila, že jejich domovský svět Vyr je členem Pangalaktické federace. Ray se zhrozil, že Vey'lskou říši zásobují federálové, ale dle Chloe jsou asi také trosečníci a našli útočiště v říši. Laeticia to ale zjistí sama během příprav na „svatbu“. Vzít jako doprovod Raye s Elenou nemohla, tak se nabídla Chloe, kterou tam nikdo neznal, a ta se chtěla odvděčit. Fulgou pro obě doletí během panenského letu a vše, co zjistí, použijí na rozhodující úder. Na Aucerijské hlavní cestě mladý princ Ger'rard vyjádřil přání, ať je to prvním krokem k mírové budoucnosti. Předstoupila princezna a plukovník Velanj přislíbil zprávu s přesným časem a místem obřadu. Laeticia i Chloe s vypůjčenými šaty služky vyrazily s vey'lským doprovodem do Baldaaru, zatímco vojáci salutovali.
Rayovi se vey'lský princ nelíbil a Nina, které se ulevilo, že se chod hlavního města vrátil opět do normálu, měla o princeznu strach. Král obdivoval odvahu své dcery, jež nasadila vlastní krk, a poprosil všechny, aby při ní stáli. V Konsorciu se Elena s Midasem pustili do práce a navrhla úpravy primitivního generátoru Fulgy, kterou se zdvojnásobila účinnost. Dle Niny za Midasovou chutí stojí zjevně Malkya, jež mu přísně vynadala za jeho předešlou neochotu, paličatost a ukřivděnost. Vey'lský posel přinesl zprávu, že svatba bude za sedm dní v Baldaarské bazilice. Všichni byli zaskočeni, dle posla ale mír nepočká. Rayovi bylo jasné, že říše ví o jejich hře o čas. O Fulze ale nevědí, a tak král rozkázal upozornit Elenu a Midase na změnu časového plánu a Bertrandovi zajistit režim přísného utajení. Vývoj urychlili směnným provozem, pouze Elena snesla nepřetržitý provoz.
Ray, Nina a Albaird další den provedli z Kopce věrnosti špionáž vey'lského loďstva v Baldaaru kvůli bezpečnosti přepravy levitasu, ale nic podezřelého nezaznamenali. Bertrandovi doporučili zákaz plout moc daleko lodím v Cottu. Malkya se vrátila pomoci Midasovi, jenž dosud pracoval dva dny beze spánku, a Raye poslala do Cotta pomoct Bertrandovi s nákladem. Nina dostala za úkol rudu opracovat. Čtvrtý den odhalili špióna, který nevěděl o Fulze, a tak Raye napadlo vyslechnout Thea, kterému řekl o plánu princezny. Lombert zabučel, že proti Vyrům nic nezmohou. Ti jsou skutečně jen tři, ale jejich „nebeský koráb“ by přepravil tolik co čtyři válečné lodě. Když viděl, jak jejich zbraně jediným výstřelem rozdrtí ohromnou skálu, kdo by s nimi bojoval? Slyšel, co potřeboval. V Konsorciu se Midas hádal s Malkyí ohledně neprovedení letových zkoušek kvůli utajení. Elena však dokázala ve své mysli vytvořit simulátor a Midase přesvědčovala, že ostrý start Fulga zvládne i za horšího počasí. Den před svatbou Ray navrhl účast Lomberta ve snaze vyvolat dojem slabosti. Fulgy však pořád ještě nebyly připravené na plný úder, a tak Albaird navrhl infiltrační misi, při níž princeznu nasadí na Fulgu a odletí pryč. Ray prosadil i Theovu účast kvůli jeho znalostem Baldaaru. Trojice přes Kopec věrnosti, kde Theo přísahal, že již nikdy Laeticii a království nezradí, vnikla pod rouškou tmy dovnitř a Raymond s pomocí D.U.M.Y. oknem vletěl dovnitř baziliky. Zvonil mu telefon a místo Eleny se ozvala Marielle L. Kennyová, první důstojník federální lodě Astoria. Raye rozezlila svou žádostí, ať si nechá vysvětlit, že hodlá zachránit posádku Ydasu. Ray spustil, že má celý incident nahraný a má plno důkazů, jak jejich UP3 porušuje sama Pangalaktická federace. Překvapenou Marielle zajímalo, kdo že porušuje UP3. Ray odmítl spolupracovat, pomoc z Verguldu je na cestě. S pocitem, jako by neměl dost jiných starostí, otevřel oběma zadní dveře a ukázal jim perfektní úkryt. Albaird uklidňoval Raye nervózního nejen z nečekaného telefonátu, ale i z nastávající speciální operace.
Mezitím ve Vey'lu předstoupila princezna s Chloe před císaře Bohld'ora a slíbila věrnost říši. Bohld'or nechtěl, aby něco hrála, neboť jeho zesnulá žena Taťjana strávila své první dny zcela o samotě a zvykala si deset let. Synovi přikázal doprovodit ji do její komnaty, pak Bohld'or oznámil datum a místo svatby s tím, že na přípravu svatebních šatů není moc času, ale koná ve jménu míru. Princ Ger'rard ji odvedl za říšskou krejčí a omluvil se za stav města. Válka spolykala značné množství financí a negativně poznamenala životy prostých lidí. „Svatba“ je jen politický fígl, jímž zajistí, aby lid dále nebyl ožebračován. Rychlý průběh prosadil Neyan, neboť ví, že Aucerius něco chystá. Zbývalo pět dní a krejčí se v soukromí svěřila, jakou radost svatba přinese, neboť příchod plukovníka Velanje změnil říši ze špatné na ještě horší. Ger'rard dodal, že se kvůli Vyrům říše stala agresivní a dobyvačnou. Vinit Aucerius ze smrti císařovny Taťjany je nefér, neboť říše samotná dlouhodobě nedělala nic pro vyškolení vlastních sémiomantů, a konflikt rozdmýchali Neyan a jemu podobní. Jakmile se do toho připletli Vyrové, rozpoutali peklo. Svého otce nepoznává od doby, kdy spadl obří nebeský koráb. Nebýt toho, sešli by se za lepších okolností. Princezně dovolil do večera volný pohyb po městě, potom až do svatby nebude smět opustit palác. Krejčí upřímně hlesla, že je požadavek absurdní, tedy nemůže postupovat jinak než úpravou svatebních šatů Taťjany. Laeticia dostala pocit, že by neměla prince zradit. Chloe čekala, že zde každý bude ozbrojen palnými zbraněmi a město i císařský palác budou prošpikovány kamerami a drony, ale nic z toho. Ger'rard je provedl po paláci a třetí den do svatby Laeticia vzpomínala na balkóně na otce. Vyrušila ji Lola, aby nic nevymýšlela. Divila se, proč neutekla, když včera dostala tu možnost. Laeticia sem však přišla z vlastní vůle a nechce způsobit problémy Chloe. Lolu zajímalo, nač taková péče, načež Laeticia položila svůj dotaz: o co jim třem jde? O světovládu? Lola konstatovala, že ji ten Vergulďan naučil mnohému, ale neodpoví, dokud nezjistí, proč je s nimi D.U.M.A. V noci před svatbou vycestovala do Baldaaru v doprovodu Loly a Velanje.
V Baldaarské bazilice Neyana překvapilo, že tam byl Lombert. U oltáře čekal princ Ger'rard a obřad vedl sám císař Bohld'or, jenž svatbu označil za historický okamžik spojení Vey'lu a Aucerie v jedno, kdy se z ženicha i nevěsty se stanou vládci světa. Zatímco řečnil, Velanj s Lolou položili na oltář dvě zvláštní, modře zářící korunky. Ray v úkrytu dumal, co to je, a D.U.M.A. poskytla jednoslovnou odpověď: Scorpium. Laeticii to bylo podezřelé a zašeptala, že se nepodřídí žádnému experimentu. Dle Ger'rarda ale nemají na vybranou. Albaird začal být nervózní a Ray uznal, že déle čekat nemohou. Ozvala se Elena, aby šel k oknu. Nabral ho Midas za řídítky Fulgy a císař se chystal korunku nasadit Laeticii, jež ženichovi řekla, že na moment proti sňatku nic nenamítala. Vstala a nahlas prohlásila, že nedokáže milovat toho, kdo vlastní svatbu znectí spiklenectvím. Do baziliky vtrhly velkým bočním oknem tři Fulgy a Ray natáhl k Laeticii ruku, aby naskočila. Vypukla všeobecná panika a Bohld'or nařídil sestřelit je, avšak Fulgy proražením hlavní brány zmizely. Malkya velící další četě Fulg nařídila střemhlavý útok sémiomantskými paprsky, jež zneškodnily vojáky na nádvoří. Laeticii se tento obraz navždy vryl do paměti a chtěla se vrátit do bitvy.

### Intervence Marielle
Císař unikl a parta se shromáždila na nádvoří baziliky, kde vojáci Vey'lu zanechali prince, jenž žárlil, kolik věrných přátel ochotných nasadit vlastní život má Laeticia, zatímco on žádné. Styděl se a uznal, že není hoden takové ženy. Přiskočili k němu Vyrové, aby ho Lola také evakuovala. Ta si ale s nimi vážně promluví „o tom zařízení“. Midas větřil, že mezi Vyry nepanuje soulad a Velanj partu lichotil za organizaci leteckého úderu, ale nyní vykoná příkaz císaře zajmout princeznu. Laeticia důrazně odmítla a začala bitva, v níž Gaston vyhrožoval všem smrtí. Vyrové byli poraženi a na další Fulze přicestoval král Raimbaut, aby oznámil vítězství a stažení říše z Baldaaru. Midasovi se omluvil za využití Fulgy k válce i za mnoho dalšího, ale ten to chce nechat napotom až na hradě. Král si prohlédl poražené Vyry, Albairdovi s Theem nařídil zatknout je a připravit k výslechu. Gaston náhle vstal, vytáhl pistoli a ozval se výstřel.
Pistole uletěla k bráně baziliky a zraky všech se upřely na ženu ve zvláštní vojenské kombinéze s fázovou palnou zbraní v rukou. Marielle L. Kennyová oznámila oběma Vyrům, že jsou zatčeni za porušení UP3. Zamračený Ray poznal hlas, mával před ní mečem a představil ji: sestřelila jeho loď, přišla sem pro Vyry a zahladit stopy. Z baziliky vyšel zraněný Neyan, jehož král vyzval, aby se vzdal. Dle Neyana jedna pevnost nic neznamená a zaměřil se na Thea, kterého nazval zrádcem. Ten však raději zemře, než aby znovu přijal slávu říše. Neyan se sehnul pro pistoli a se slovy, ať tedy zemře, vystřelil. Do rány vstoupil král a utrpěl vážná zranění. Theo byl v šoku, že ho král vlastním tělem ochránil, a ostatní také. Vyrové využili zmatku a s Neyanem unikli. Královi selhávaly životní funkce a bez okamžité vyspělé zdravotní péče zemře. Zatímco ostatní plakali, Ray poručil Marielle připravit ošetřovnu. Marielle koktala, že nesmí kvůli UP3. Ray zrudl vzteky a vinil federální technologii z možné smrti krále z tohoto podvyvinutého světa. Ustoupil od ní a začal křičet k obloze, že tu má androida, který vše nahrává. Ať se opováží nechat ho zemřít, jinak Pangalaktickou federaci zničí.
Marielle se slovy, že chápe, žádala loď Akizuki připravit zdravotnický přesun starce. Za pár sekund byl král teleportován na vesmírnou loď a Ray uklidnil rozechvělou Laeticii, že to dobře dopadne. Pak jí představil „zachránkyni“, jež to zařídila: členku zlaté mládeže Pangalaktické federace a zjevnou přestupkyni UP3, poručíka Kennyovou. Vrátili se na Aucerijský hrad, kde Marielle dostala zprávu o dokončení lékařského zákroku a přesunutí krále zpět, načež se Laeticie rozplakala dojetím. Král potřeboval odpočívat, i když tvrdil, že mu napravili i jiné zdravotní neduhy. Otočil se na Lomberta, že když spatřil kus říše rozprostírající se ve hvězdách, pochopil, že kdyby byli jeho nepřáteli, určitě by se zalekl rychleji než on. Otočil se na Marielle a pověděl, že během své léčby uslyšel jejího podřízeného, že záchranou jeho života porušila zákon svého světa. Dle ní ho jako první porušila sama Pangalaktická federace. Ray si ji hodlal vzít stranou ke slíbené rozmluvě, ale rozčílila ho poznámkou, že je mohou lidé z tohoto světa slyšet.
V jednací síni řekla, že neví, proč kapitán Astorie Bennett zahájil na Ydas palbu. Elena ji upozornila, že Rayova poznámka ohledně UP3 platí a vše nahrává. Pokud bude vyhýbavá a neupřímná, nečeká ji nic příjemného. Marielle rozpoznala, že je Elena android, a přísahala, že cokoliv řekne, je čirá pravda, včetně toho, že jim přiletěla pomoct. Elena napomenula zuřícího Raye a ptala se, proč došlo k prodlevě mezi druhým a třetím výstřelem na Ydas. Marielle to vzala od počátku: Když se Ydas zobrazil na radaru, Bennett nařídil zamaskovat Astorii a zaútočit, i když mu připomněla, že maskování je určeno pro nouzové situace, ale dle Bennetta to byla nouzová situace. Marielle se bránila, že není důvod střílet bez varování na verguldskou loď, ani kdyby se chovala nepřátelsky. Jiný důstojník ji napomenul, že nezopakovala kapitánův rozkaz, tak tedy nejistým hlasem rozkázala připravit se k útoku. Přiblížili se a odmaskovali se. Bennett rozkázal nabít fázové kanóny a Marielle vyštěkla, zda je hodlá kapitán zničit? Ten ji opět napomenul, že rozkaz nezopakovala, ale hájila se, že zopakování má kontrolní funkci. Bennett řekl, že poručík Kennyová asi neví, co Verguld udělal. Nevěřila, že to bylo označeno za antifederální skutek, i tak dle ní útok federaci poškodí. Bennet důstojníkem promptně nahradil Kennyovou v hierarchii velení, nařídil první výstřel a nabít protonová torpéda, zaměřit Ydas a vyslat salvu postupně tak, aby nezasáhla motory, potřebují totiž náklad. Důstojník nahlásil, že hyperpohon Ydasu zůstal netknutý, tak Bennett nařídil pospíšit si s nabitím fázových kanónů, aby cíl raději zničili, než aby unikli. Marielle vykřikla, že páchá kriminální čin a s okamžitou platností ho zbavuje velení. Bennett se jí vysmál, že dle zákona to musejí provést tři nižší důstojníci, a ptal se, kdo s poručíkem Kennyovou souhlasí. Nikdo. Bennett ji tedy nechal zavřít do cely za insubordinaci a velezradu. Když ji zatýkali, marně se snažila apelovat na ostatní, aby se probrali.
Elena pochopila, že by měli Marielle poděkovat, neboť jim dala čas na záchranu. Bennettovým cílem zjevně byla D.U.M.A. a zajímají se o ni i Vyrové. Ray se opět dočkal mlčení, když se D.U.M.Y. ptal, co je doopravdy zač. Chloe nechápala, jak se sem Marielle dostala, když skončila v cele. Pokračovala ve vyprávění: pustili ji po návratu na základnu a při první příležitosti ukradla jinou loď, aby z trosek Ydasu vylovila černou skříňku k usvědčení kapitána Bennetta ze zneužití pravomocí. Elena pochybovala, že by si na vojenské základně nevšimli krádeže lodi a Chloe to považovala za daleko horší čin než insubordinaci. Marielle se pochlubila, že ji babička naučila využívat díry v systémech Pangalaktické federace, tedy se dostane, kam potřebuje, aniž se na to přijde. S dědečkem vše probrala na dálku a řekl jí, aby věřila v to, co považuje za správné, a nyní aby se šla omluvit kapitánovi Ydasu. Ray obdivoval, že ji za nimi Emmerson T. Kenny poslal v kradené lodi. Několik vojáků z Astorie též nesouhlasilo s Bennettem, tak v obchodní lodi Akizuki monitorují její stav. Laeticia náhle obrátila zrak ke stropu a nahlas děkovala za záchranu života jejího královského otce. Chloe nabyla přesvědčení, že Marielle nelže, a Laeticia se obrátila na Raye, že ač má právo být na ni rozzlobený kvůli lodi, měl by ocenit její snahu o spravedlnost. Zavřel oči, když Marielle řekla, že celá posádka Astorie včetně jí má svůj díl viny. Dala mu slovo, že bude odškodněn a viníci potrestáni. Souhlasil a dodal, že kdyby ji postavili před vojenský soud, přiletí a předstoupí jako svědek její obhajoby.
Bennett šel nejen po D.U.M.Ě., ale i po těch Vyrech, armádních dezertérech z Pangalaktické federace, kteří svou činností na Asteru IV systematicky porušovali zákon. Uvědomujíc si, že je taková žádost drzá, požádala Marielle Raye a ostatní o pomoc s jejich dopadením. Nemají u sebe vysílače ani komunikátory, takže je nelze vystopovat z oběžné dráhy a zadržet teleportací. Laeticia to shrnula, že zájmy všech se shodují. Vtrhnou do Vey'lské říše, ukončí definitivně konflikt a Vyry pochytají živé, neboť jsou klíčem k pochopení dění zde i ve vesmíru. Marielle se přidala k partě a Chloe došla k přesvědčení, že ti Vyrové skutečně věrně slouží Vey'lské říši. Dle Eleny se její tušení skoro vždy vyplní, tedy budou postupovat opatrně. Král si s Midasem a Malkyou vyříkal staré záležitosti a Midas odmítal být odměněn nějakou pozicí za své zásluhy. Byl poctěn, že král uznal, že Fulga není zbraň. Nakonec si přál jednu dostat do osobního vlastnictví. Malkya si přála druhou a popíchla Midase tak, že se král jeho výrazu od srdce rozesmál a přání vyhověl.

### Konec války
Na královské radě Laeticia přednesla plán k útoku na hlavní město Vey'l a s Fulgami jim znemožní pokračovat ve válce. Bertrand souhlasil, lepší příležitost nebude. Laeticia odmítla pojmout tuto akci jako invazi, protože opakovat skutky říše by vedlo k dalším katastrofám. Neví, zda císař vůbec mír přijme, ale jeho syn Ger'rard je rozumný muž a má podporu vey'lského lidu, jenž si válku nepřeje. S ním se dohodne, pokud přimějí Bohld'ora abdikovat. Zítra vyrazí. Mezitím Ray mluvil s Marielle o její připravenosti na boj v první linii. Nelíbil se jí jeho tón a žádala po něm větší respekt. Chápal to, ale zajímalo ho, zda její účast na výpravě do Vey'lu nebude ještě větším porušením UP3. Hájila se s postupně zvyšujícím hlasem, že přišla sama a co nejméně vybavená s úmyslem zmírnit dopady na zdejší trajektorii vývoje dějin. Chloe je oba musela uklidnit, když si ji Ray nadále dobíral, a tak se Marielle rozhodla ho přesvědčit činy.
V noci si Ray a Laeticia před hradem povídali, že brzy bude po všem. Ptala se ho na jeho svět a odpovědí bylo, že je normální. To samé pasovalo i v opačném gardu. Ráno v Baldaaru již bylo vše nachystané a v pustině před branami Vey'lu si Laeticia vyslechla hlášení od Bertranda a rozkázala odvolat předvoj Fulg. Do města vtrhne jen ona se svou partou. Spatřili Neyana, jemuž zešedivěly vlasy a rudě mu žhnuly oči, a z balkónu je přivítali císař Bohld'or, Ger'rard, Lola, Velanj i Gaston. Albaird křikl, že jeho vláda je u konce a Laeticia se do Vey'lu neprovdá. Císař s klidem odpověděl, že na tom nesejde, tak jako tak bude Laeticia jeho dcerou. Nina zapochybovala o jeho příčetnosti, když řekl, že brzy budou jeho dětmi všichni. Projev vedl skálopevně přesvědčen, a tak Laeticia apelovala na prince Ger'rarda, že jeho lid si přeje mír. Neyan s nenávistí řval, že mír nastane, až jeden zcela zničí druhého. Vyprávěl o smrti celé jeho rodiny z Vey'lu na Helgarovu chorobu a vinil z toho Aucerii. Bohld'or uznal jeho nárok na odplatu, a tak se Neyan, opuštěný a zoufalý, pustil do boje a byl poražen. Před svou smrtí vyjádřil uspokojení nad škodami, které způsobil.
Císař pozval Laeticii do paláce, kde na ně v trůnním sále poslal Vyry. Dle Gastona postačí získat kontrolu nad princeznou a jejich „jízda“ přijde brzy také- Nemají na vybranou. Lola znejistěla a Laeticia se pokusila jí nabídnout alternativu. Velanj řekl, že musí bojovat, potřebují tuto speciální D.U.M.U. k naplnění císařovy vize. Ray nerozuměl, proč speciální, tak D.U.M.A. promluvila: odlišuje se od ostatních průzkumných modelů D.U.M.A. ve dvou věcech. Je odpojena od sítě, takže jedná pouze dle vlastního úsudku, a je bojovým modelem. Všechny podpory, které poskytuje partě, jiné D.U.M.Y. neumí. Tyto vlastnosti zajímaly Gastona, dle něho by oni měli moc této D.U.M.Y. mít. D.U.M.A. řekla ne, i když si Velanj hodlá vzít, co chce, a během boje vyčítali Midas s Albairdem trojici, že ani trochu nelitovali smrti Neyana. Nina se rozčilovala, jak mohli úmyslně šířit smrtelnou nemoc, a byla vulgární na Lolu, když řekla, že jednali v zájmu vlastního přežití. Velanj udeřil na Marielle, že vše je vina federálů jako ona.
Po boji Bohld'or zatleskal k výkonu hodném těch o silné vůli, a sám změřil s partou síly přes snahu Laeticie a Ger'rarda zastavit ho. Po boji uznal, že neměl šanci, a Velanj uvažoval, že by prohráli, i kdyby neměli D.U.M.U., jež je dle Gastona klíčem ke všemu, neboť deklasuje schopnosti všech, které dosud viděl. Zeptal se D.U.M.Y. na její původ a Bohld'or odpověděl za ni: je Scorpium, robotická forma života schopná zajistit věčný mír. Elena to odmítla jako nedosažitelnou utopii. Gaston vyzval D.U.M.U., ať to verguldskému androidovi objasní. D.U.M.A. spustila, že Scorpium je integrace organického a kybernetického života. Jedná se o kolektiv, jehož smyslem je evoluce ve zcela nový druh životní formy. Je sonda posuzující vhodnost organických kandidátů pro integraci. Marielle se divila, že je něco takového možné, a Midas uvažoval, že Scorpium má daleko velkolepější koncept prostřednictvím evoluce technologií než jen nahrazovat selhávající části těla. D.U.M.A. opravila jeho nesprávný výklad: plně slaďuje silné stránky obojího, o předpojatost evoluce vůči jednomu či druhému Scorpium nestojí. Raye napadlo, že jsou tedy kyborgové, ale dle Eleny Scorpium spíše mechanické aspekty přetváří v organické. D.U.M.A. pochválila její všímavost, a tak Elena pokračovala: sama je morfologicky robotem, ale má vědomí. Formování uvědomění sebe sama dle organického či robotického základu přináší drastické rozdíly v pohledu na svět. Midas to chápe, neboť dříve zpozoroval Eleny schopnost uvědomit si, že je umělá bytost. A když D.U.M.A. respektive Scorpium dosáhla takového uvědomění, usilují o vývoj směrem k integraci s humanoidy.
Rayovi nedávalo smysl, že s tímto konceptem je schopen pracovat císař, jenž se začal smát. Marielle dostala zprávu od Akizuki, že za 36 hodin dorazí neidentifikovaná loď. Bohld'or řekl, že je to jejich odvoz. Zavolal Velanje a Gastona, jenž Lole jen poděkoval za všechnu práci, díky níž získali císaře. Lola nechápala a ptala se, zda se chtějí znovu vracet do Scorpia? Bohld'or pověřil syna správou říše, uzavřením míru a vyčkat na návrat Pána. Velanj, Gaston a Bohld'or se vypařili a Lolu tam nechali. Marielle žádala Akizuki sledovat je, ale zmizeli z radaru. Další loď Aldous s verguldskou registrací má dorazit za 48 hodin. „Antonio,“ vykřikl Ray a požádal Marielle o proxy spojení s Aldousem přes Akizuki. Antonio byl překvapen, že jeho bratr využívá federální frekvenci. Ray zdůraznil, že s ním je důstojnice Pangalaktické federace a nad Asterem IV krouží federální loď, jež není nepřátelská. Dal mu za úkol sledovat tu první loď. Midas se ptal, zda tedy vyhráli? Laeticia to tak nebrala, když nevěděli, kam císař s dalšími dvěma zmizel.
Vrátili se do Baldaaru informovat krále, i s princem Ger'rardem, jenž dosvědčil, že mu císař odevzdal své pravomoci. Chce se dohodnout na mírové smlouvě. Král připomněl skvělé vztahy z doby života císařovny Taťjany a s novým císařem Ger'rardem podáním ruky mír stvrdil. Během oslav dostala Marielle hlášení, že neznámá loď dorazí za tři hodiny, zatímco Aldous až za 16 hodin a není bezpečné setrvat déle. Chloe zajímalo, co bude s Lolou, kterou Marielle odmítla vzít s sebou z obavy, že její zločiny nebudou řádně vyšetřeny kvůli jejímu vlastnímu porušení UP3. Požádala Laeticii, aby Lolu zatím hlídala, a jménem Pangalaktické federace se omluvila za vše, co Vyrové spáchali. Ray litoval rychlého odchodu a Laeticia se ho opatrně ptala, když nemůže jít s ním, zda by nechtěl zůstal u ní. Pro něj by bylo velmi obtížné říct ne, tak se znovu ptala, zda opravdu musí, ani mu řádně nepoděkovala. On jí děkoval za ochranu a pomoc s hledáním přátel, tedy nemůže žádat víc. Plačící ji chtěl obejmout, ale byl nerozhodný. Rozloučil se s ostatními, byť mu Albaird s Malkyí vytkli rozplakání dívky. Na dotaz, zda se ještě někdy uvidí, Ray odpověděl, že Verguld se neřídí zákony Pangalaktické federace. Rozloučil se i král a formálně mu dal příkaz je někdy navštívit. Laeticia ještě chtěla něco říct, ale Ray pověděl, že v lepších rukách než jejích království být nemůže. V slzách řekla sbohem, zatímco Marielle vydala na Akizuki povel k teleportaci.

### Akizuki a Terranus
Chloe si zvědavě prohlížela federální loď a Ray se divil, že ji obsluhují krom Marielle jen další tři: Syuri, Pyke a palubní inženýr Kassim. Hodlali letět Aldousu naproti a kvůli okolnostem žádala Marielle posádku z Ydasu, aby se zapojili do řízení. Rayovi ukázala pult kapitánského stanoviště a přesvědčila ho, aby se jako jediný se zkušenostmi ujal funkce. Ray se ptal, zda ostatní tři mají námitky, aby jim velel nefederální civilista, ti to překvapivě vítali. Souhlasil, ale jestli to zjistí jeho otec... Kontaktovali Aldous a Chloe Antoniovi, jenž mezi tím vším vystopoval všechny ostatní z Ydasu, vysvětlila situaci. Marielle se ulevilo a ostatním také. Protože z „jistých“ důvodů nesmí Akizuki komunikovat s jinými loďmi, Antonio navrhl, ať zůstanou u Asteru IV, neboť se oblast dle Verguldské mezihvězdné společnosti hemží federálními loděmi. Marielle vstala a představila se Antoniovi, jenž nevěřil, že ta federálka je Kennyová. Neidentifikovaná loď dorazí za dvě hodiny, tak žádala, ať letí maximální rychlostí. Po odpočinku Ray přikázal neznámou loď kontaktovat a dát najevo, že se řídí pravidly mezihvězdného cestování. Bez odpovědi. Eleně nařídil spustit ekliptickou taktiku, tedy schovávat se za planetou a hrát o čas. Na monitoru se jim zobrazila zapouzdřená tmavomodře svítící krystalová struktura, jež v Elenině databázi chybí. D.U.M.A. poznala, že jde o Scorpium, kybernetickou životní formu o velikosti vesmírné lodi. Nešlo určit její cíl ani výzbroj, a tak D.U.M.A. řekla, že má útočnou sílu srovnatelnou s bitevníky Pangalaktické federace, ale ujistila Raye, že Scorpium neútočí bez varování a bezdůvodně.
Jen co doplakala Laeticia, začala Nina, a tak jí princezna připomněla jeho slib. Musí do té doby zajistit bezpečnost а začnou císařem, Velanjem a Gastonem. V baldaarském vězení vyslechli Lolu. Nejprve se jí nechtělo, protože byla vázána přísahou císaři, a má-li ji porušit, musí dostat patřičnou kompenzaci. Proč neovládli Vyrové říši rovnou, vysvětlila, že císař je osobou, jež osvobodí Vyr. Plukovník Velanj i Gaston dříve byli integrováni, protože Vyr byl v minulosti postupně a nevratně infiltrován Scorpiem prostřednictvím jiné D.U.M.Y. Prokázáním užitečnosti si získala přijetí. Pak se Lola odmlčela a vzlykala. Laeticia naléhala, že musí vědět více o Vyru, Scorpiu i o ní. Lola rezignovaně pronesla, že se nemá kam vrátit, ať ji klidně popraví. Marielle ji stejně zabije, aby nemohla mluvit. V Pangalaktické federaci nevěří nikomu a klesla na kolena v přesvědčení, že její život skončil. Laeticia zopakovala, že ji nepopraví, a myslela, že má silnější vůli. Potřebuje znát celou pravdu o válce, aby se nezopakovala, a Lola pro všechny je neocenitelnou svědkyní. Pomůže-li, dohodnou se. Lola se na ni podívala a v pláči přiznala, že na tento svět přišli zachránit Vyr, ale ona osobně si přála prožít zbytek života s plukovníkem. Laeticia i nový císař jí přání jistě splní, a tak Lolu zajímalo, zda takovou garanci dají i Velanjovi a Gastonovi. To dle Laeticie bude záležet jen na nich a slíbila jí na jméno svého rodu, že ji nevydá Marielle. Lola vydechla, že jejich loď Terranus havarovala východně od Vey'lu. Bohld'or, Gaston i Velanj budou tam, ale dovnitř se bez ní nedostanou. Laeticia ji pustila z vězení a vypravili se tam. Midas Terranus obdivoval, i když téměř nic nefungovalo, a nechápal, proč se loď nepokusili opravit. Hledali komplikovaně cestu na můstek přes zhroucené trosky a Lolu překvapilo, že hlídací roboti stříleli i na ni. Midasovi na můstku zakázala hrát si s ovládacím pultem a šla zjistit, zda je tu kromě nich ještě někdo a zda dorazil jejich „odvoz“. Zobrazila na monitor zapouzdřenou tmavomodře svítící krystalovou strukturu Scorpium zaujímat útočnou pozici. Radar nalezl i Akizuki za planetou. Jeden špatný tah a střelí do nich.
Lola navázala spojení s Akizuki a překvapeného Raye pozdravila Laeticia. Ptal se, proč je s ní Lola, jež hlásila, že scorpijská loď snižuje rychlost, což oni kvůli stínění nevidí. Poslala aktualizované údaje a museli okamžitě ukončit komunikaci. Dál si musí poradit sami. Scorpijská loď je zachytí do tří minut a Ray nařídil nespustit z nepřátel oči. Marielle protestovala, proč hned nepřátel, ale Ray kroutil hlavou, co je v Pangalaktické federaci učí, když pohyb scorpijské lodi je učebnicový příklad využití slabiny ekliptické taktiky: počkají si, až je doženou, a pak střelí, až bude pozdě. Otočil se na D.U.M.U., že přece mluvila o neútočení bezdůvodně. Odpověděla, že jejich důvody musely vzrůst. Aldous byl stále vzdálen přes tři hodiny letu a scorpijská loď je trefila optickými zbraněmi. Únik byl nemožný, a tak Ray rozkázal nastavit autopilota k přiblížení planetě a evakuovat se transportní komorou. Souřadnice Pyke nastavil poblíž místa, odkud zavolaly Laeticia s Lolou. Před Terranusem jen spatřili ohnivou kouli vysoko v atmosféře. Laeticia s partou a Lolou sledovali, jak Akizuki na monitoru zčervenala, avšak Lola zaměřila transportní paprsek.
Venku Laeticia Raye objala, než je Lola vyrušila objevem pozice Bohld'ora uvnitř Terranusu, zjevně čekajího na scorpijskou loď. Byla přesvědčená, že to nepřinese nic dobrého pro království ani pro ni, jelikož on zná Scorpium. V Terranusu prohledali nejnižší patro a plukovník Velanj vypadal jako přerostlý kyborg, Gaston jako robot a Bohld'or ještě jako člověk byl ohromen sestřelem lodě jedinou bytostí. Mluvil, jako by to viděl na vlastní oči nebo to sám nařídil. D.U.M.A. řekla, že Scorpium neútočí na žádost neintegrovaných. Lolu zajímalo, co to má znamenat a proč toho ex-císař tolik ví o Scorpiu. Ukázal jim svoji D.U.M.U., jež přicestovala z Vyru spolu s nimi. O tom neměla tušení. Bohld'orovi ti dva dle Raye museli našeptat pěkné věci, když se chce integrovat. Ex-císař přiznal neodolatelnost nabídky a ideologii Scorpia považuje za budoucnost. „Svou “D.U.M.U. pověří posouzením integrace Asteru IV, tedy časem budou integrováni všichni a Laeticiina svatba měla být předehrou. Albairda rozčílilo, když pochopil pravou příčinu války. Bohld'or to považoval za politováníhodné nedorozumění, protože zajistí říši i království štěstí. Dle Malkyi to je nesmysl, v Nihlbethu by tohle nikdo nechtěl. Bohld'orovi bylo jedno, co si kdo myslí, takový bude osud všech. Přiletěl pro něj Vládce Scorpium. D.U.M.A. protestovala, že Scorpium nezná funkci zvanou „Vládce“. Bohld'or se zeptal, zda někdy přemýšlela, že její chápání Scorpia nezahrnuje vše. „Nemožné,“ byla její odpověď. A přece dle Bohld'ora nyní střetává tento aspekt Scorpia. Lola propadla beznaději, Laeticia ji přiměla vzpamatovat se a Bohld'orovi oznámila, že se jeho plán nikdy nevyplní. Oba integrující se Vyrové zahájili boj a byli mnohem silnější než dříve. Malkya křikla na Bohld'ora, že taková moc je pro jednoho příliš. Bohld'or souhlasil s tím, že on sám i všichni na světě překročí omezení smrtelníků a získají moc bohů. Laeticie se chtěla ptát, zda zešílel, ale Scorpium trojici již zaměřil a teleportoval.
Zavolal Antonio, jemuž Ray oznámil polohu. Sledovaná loď již opustila soustavu a on dorazí za hodinu. Laeticia požádala Raye, zda smí tentokrát jít taky, aby ochránila království a celý svět před Bohld'orem. Ray chtěl, aby se nejprve vrátila do Acendrosu, aby si nemysleli, že ji unesl. Před Terranusem připravil část party na teleportaci a nařídil Laeticii a Nině, aby si vyřídily dovolení. Pak na diskrétním místě zmáčknou tlačítko svého mobilu, který jim půjčil. Na Aldousu se Ray přivítal s bratrem, jenž přivítal i čtveřici federálů a zaskočilo ho, že jsou z Astorie. U jídla mu Ray vše převyprávěl a Antoniovi to připadalo neuvěřitelné, stejně tak skutečnost, jak hluboko Pangalaktická federace klesla. Ray ho upozornil, že stále nemají dost informací, a potřebují pomoc čtyř federálů včetně Marielle i místních z Asteru IV k pronásledování Bohld'ora a Scorpia. Antonio svolil jako výraz poděkování Laeticii a Albairdovi a předal funkci kapitána Rayovi, protože taková mise je nad jeho síly. Tak ho Ray okamžitě pověřil, ať to vysvětlí jejich otci. Odpočinkem čekal na signál od Laeticie.
Ta v Acendrosu nařídila rozchod, aby si každý dal do pořádku své věci a půjčila jim Fulgy. Sraz byl další den v poledne. Lola řekla, že její krk je připraven na schůzku s popravčí sekerou. Laeticia jí vynadala za nedůvěru, připomněla její důležitost pro dopadení ex-císaře a také její důvod, proč sem přicestovala. Králi podala hlášení o těžko uvěřitelných novinkách a byla přesvědčena, že když se nevydá ke hvězdám, Bohld'or se jednou vrátí a znovu naruší svět. Albaird přísahal, že ji i tam ochrání. Lola poklekla a vysvětlila, že její domovský svět ovládlo Scorpium, podivná forma života, kterou se císař pokusil implantovat do Laeticie. Tento svět nyní čelí stejnému ohrožení, proto cesta princezny bude nejzásadnější věcí pro budoucnost jich všech. Svolil. Sám na chvíli poznal svět mezi hvězdami a má radost, že ho jeho dcera i Albaird poznají více. Laeticia ještě navštívila vězení, kam byl opět umístěn Lombert a šel za ním i Theo, kterého obtížně přemlouvala, aby šel s nimi. Byl totiž přesvědčen, že si zaslouží přísné potrestání za zradu nejen jí a krále, ale také za zradu všech svých bývalých podřízených. Král Reimbaut jí pomohl královským rozkazem, který ratifikovaly tři osobnosti, kterým jeho skutky ublížily nejvíce: Melthii, Bertrandovi a kapitánu Goethelovi, který původně sloužil pod Lombertem, ale zachoval věrnost králi a během převratu přišel o velké množství svých mužů, a za to zaujal ve flotile Theovo místo. Jeho podpis nebylo snadné získat, neboť odpuštění Theovi považoval za plivnutí zemřelým. Ráno jí Lola předala paměťový krystal s daty o bitvě mezi Akizuki a scorpijskou lodí. S nimi jít nemůže, protože zajistí, aby nikdo nezneužil Terranus, a Bertrandovi slíbila pomoc s poválečnou obnovou. V slzách prosila o návrat Velanje a Gastona. Laeticia ji vyzvala, že musí věřit nikoliv jí, ale jim. V poledne volala Rayovi.

### Vesmírná cesta
V transportní síni je Ray uctivě přivítal a Antonio se rád seznámil s Laeticií, s „tou krásnou kostí“, s níž bratr cestoval. Obdivovala barevné nasvícení a na můstku žasla jako ostatní Asterané nad pohledem na jejich svět z vesmíru. Ray rozkázal Chloe, Eleně a Marielle stopovat scorpijskou loď. Laeticia Rayovi předala paměťový krystal. Snad zjistí, jakým směrem odletěla. Elenu napadlo, že na jejich domovský svět, ale D.U.M.A. se ozvala, že nic takového Scorpium nemá. Má celogalaktickou síť umělých kolonií a stanic s přepravou obřími letouny. Elena vysvětlila, že lodě, kolonie i stanice jsou z pohledu Scorpia také životními formami. Ray se tedy D.U.M.Y. ptal, zda neví, na kterou mohli letět. Gaston dle ní má mnoho faktorů odlišných od současného stavu Scorpia, takže šance na správnou prognózu je malá. Antonio potvrdil, že scorpijská loď už dávno zmizela z radaru.
Objevila se loď Pangalaktické federace a Marielle se obávala, zda neletí pro ni, a tři další. Tato na rozdíl od Astorie neletěla přímo k nim, není zamaskovaná a je 36 hodin daleko. Ray dal navázat spojení a na obrazovce salutoval kapitán Curtis Aldridge z lodi Vella Gulf, jenž byl překvapen, že hovoří s členy rodiny Lawrenců uprostřed ničeho. Ray šel k věci a zajímalo ho, co Vella Gulf dělá uprostřed ničeho. Curtis byl ochoten prozradit jen to, že spěchá k cíli. Ray vsadil na náhodu a zeptal se, zda náhodou nejdou po scorpijské lodi. Curtis byl překvapen, že Vergulďané vědí o Scorpiu, tak mu Ray stručně popsal nedávný útok té u Asteru, na jejíž palubě jsou vojáci z federálního světa Vyr. Curtis ho požádal o výměnu informací, ale to Ray odmítl, protože byl Ydas sestřelen Astorií. Curtis řekl, že Astorie i její posádka jsou na útěku, ale jeho loď je v pořádku a nabídl mu své lodní záznamy, klidně ať je pak pošle na Verguld. Mají stav nouze a potřebují informace. Ray tedy souhlasil. Chloe řekla, že jemu mohou věřit. Marielle také viděla ve schůzce prospěšnost, avšak Ray ji varoval, aby ji nezatkli. K setkání s Vella Gulfem dojde za téměř jedenáct hodin a Antonio Asteranům zatím nabídl prohlídku lodi.
Raye zajímalo, zda se Antonio k Laeticii choval slušně. Byl dle Albairda na rozdíl od něj gentleman. Asterané byli nadšeni, všechno jako z jiného světa či dimenze. Laeticia se zasnila a byla vzrušená, že zažívá věci, o kterých mluvil tenkrát v Larcasse. Ray je ještě upozornil, ať dbají pokynů rozhlasu, a na ubikace. Dále mluvil s členy posádky a povzbudil Marielle zvykající si na ovládání verguldské lodi. Ve společenské místnosti si sedli ke stolu a Elena se ptala D.U.M.Y., jak se dostala na Ydas. Byla vyslána posoudit integraci Verguldu. Ray byl šokován, že zasílatelé byli též Scorpium, i když vypadali jako běžní lidé. Dle D.U.M.Y. scorpijský kolektiv tvoří mnoho různých forem od kompletně kybernetických přes kyborgy a androidy až po zcela organické bytosti. Raye zajímalo, kdyby ji doručil do cíle, zda by celá planeta už byla Scorpiem? Slovo „hrozivé“ považovala D.U.M.A. za příliš emociální a nefér, ale Ray na něm trval dle toho, co viděl a slyšel. D.U.M.A. uznala, že jeho postoj nemůže vyvrátit, ale pokud Scorpium porušuje své principy, činí tak navzdory vlastní podstatě. Laeticia s Chloe si všimly jejího zmatení a ta připustila, že musí posoudit pravdivost posledních událostí ve jménu úspěšného vykonání poslání. Proto bude s nimi úzce spolupracovat.
Pět minut od místa setkání Curtis navrhl postup přesunu na Aldous a jako gesto dobré vůle přišel sám. Ray ho uvítal s Marielle a Laeticií a Curtis prozradil, že Vella Gulf je na cestě do soustavy Menook. Marielle zajímal stav nouze, ale Curtis ji poznal a řekl, zda ví, že na ni byl vydán zatykač. Ray navrhl probrat vše nad šálkem Zemské kávy. Curtis žasl nad Rayovým vyprávěním o Asteru IV, a řekl, že na Menook útočí flotila scorpijských lodí. Nejvyšší velení to vyhodnotilo jako totální invazi. D.U.M.A. to považovala za nemožné. Curtis ji poznal i její funkci. D.U.M.A. potvrdila, že se Scorpium snaží vyvinout jako živá bytost a agresivní chování pouze omezuje přirozený výběr. Curtis konstatoval, že Scorpium není monolitická entita a útočníci na Menook se nazývají „centralisti“. Laeticia i Ray si vzpomněli, že tento název použil Bohld'or na Terranusu. D.U.M.A. zdůraznila, že v kolektivu Scorpium nemůže existovat žádná centrální autorita. Přesto se ale útok děje a Marielle zajímalo, jak se o centralistech dovědělo velení, protože od jejího opuštění Astorie uplynul krátký čas a nových informací je moc. Raye napadlo, že musí existovat mezi Scorpiem a Pangalaktickou federací spojení, hlavně na vysokých postech flotily. Curtis jeho předpoklad potvrdil. Mnoho vysokých důstojníků již z hierarchie velení odpadlo a většina z nich byla v kontaktu se Scorpiem na Vyru. Nejvyšší velení původně nařídilo na Menooku záchrannou operaci, ale není možné jim věřit a je možné, že plní agendu Scorpia. I tak ale nechce obyvatele Menooku opustit. Ray mu nabídl paměťový krystal od vyrské vojačky se záznamy pohybu scorpijské lodě, kterou pronásleduje od Asteru IV. Požádal o analýzu dat a identifikaci lodě, až dosáhnou Menooku. Pro Curtise to byly velmi cenné informace. Ray na oplátku požádal o odškodnění za Ydas, až to skončí, a pak se Curtis vrátil na svou loď.
Z Vella Gulfu poslali souřadnice, kam dorazí za 25 hodin. Marielle těžko rozdýchávala, co slyšela. Když dezertuje byť jediná loď, je to ohromný průšvih, ale nyní se rozpadala hierarchie velení přes Scorpium a je z toho hrozba pro celou galaxii. Laeticia si všimla divné reakce D.U.M.Y. a jistý nesoulad mezi tím, co právě slyšeli a co říkala Lola. Dle ní Scorpium proniklo na Vyr nepozorovaně a nebyl napaden jako Menook. Marielle připustila, že tušení Loly o nepozorované infiltraci Pangalaktické federace Scorpiem se zakládá na pravdě, a tak podezřívá D.U.M.U., že něco tají. Laeticia si všimla, že D.U.M.A. mlčí, když se snaží klamat, ale mluví, když se snaží o nefalešnost. To D.U.M.A. potvrdila, a proto její tvrzení o nečinění invazí musí dle Laeticie být pravda. Dle Raye nelze z analýzy dat říct s jistotou, co Scorpium představuje a D.U.M.A. je jediné vodítko. Více se doví až při přímém střetu. Ray svolal všechny na můstek, aby vysvětlil, že frakce Scorpia útočící na Menook je nejspíš spřažená s lodí s Bohld'orem a Vella Gulf slíbila pomoc se stopováním. Elena detekovala velké množství neidentifikovaných lodí mířících do soustavy, ale pomoc od federace je příliš daleko. Flotila na Menooku, Aldous a Vella Gulf v tom budou samy. Malkyu zajímalo, co bude, když budou nuceni s Bohld'orem bojovat. Dle Raye musí být připraveni na cokoliv, včetně toho sestřelit je. Laeticia nejistě konstatovala, že války na planetách i ve hvězdách jsou principiálně stejné.
Po odpočinku Chloe oznámila boj Vella Gulfu se dvěma scorpijskými loděmi a svolává všechny na můstek. Menoocká flotila utrpěla těžké ztráty, zbývají jí jen tři špatně vyzbrojené lodě. Do soustavy navíc míří další scorpijská loď a bude tam za dvě hodiny a tři minuty, zatímco Aldous o šest minut později. Za dvě hodiny Elena hlásila, že Vella Gulf jednu zneškodnil, ale bojuje se dvěma dalšími včetně té, která právě dorazila. Kapitán Curtis hlásil, že mu dochází munice a soustřeďuje se na zdržovací taktiku, ale potřebuje krytí. Ray vyhověl, budou tam za tři minuty. Dal scorpijským lodím názvy Bravo a Charlie a nařídil vynořit se mezi Vella Gulf a Bravo, štíty na maximum, spustit červený kód, nabít všech šest protonových torpéd a oba fázové kanóny. Antonio nařídil všem se připoutat. Vypálili tři torpéda na Bravo a okamžitě změnili kurz. Vella Gulf též jedno vypálil. Charlie po Aldousu vyslal čtyři torpéda a loď rozklepal automatický úhybný manévr. Tři minuly, ale jedno otřáslo lodí. Všechna jejich torpéda však Bravo minula a Ray znovu kontaktoval Vella Gulf, že se zařadí za ně a ať dělají, co řekne: namíří fázové kanóny na Bravo, zatímco Vella Gulf zaměří Charlieho a vystřelí v desetisekundovém intervalu. Obě nepřátelské lodi zahájily manévr, kterým se k sobě přiblížily. Pak střelili Bravo vším, co měli, a dvě torpéda zasáhly cíl. Vella Gulf též úspěšně zasáhl Charlieho a obě nepřátelské lodi pokračovaly na kolizní kurz. Náraz je znehybnil. Celá posádka si oddechla a s Vella Gulfem si poblahopřáli k skvělému provedení. Ray plánoval vylodit se do trosek a Elena díky datům od Loly zjistila, že cílem je Bravo. Ray Asterany rychle proškolil o přenosných energetických štítech a vyrazili.
Asterané měli potíže s nízkou gravitací na scorpijské lodi, než pochopili ovládání posilovače, jež je přitáhla k podlaze vnitřku plechové živé bytosti, kde se vznášelo mnoho mrtvých humanoidních Scorpiů. Ti, co přežili, byli agresivní a otravní integrovaní kočičani a létající péřolidé z Roaku či dráčci podobající se cardianonům, které D.U.M.A. nikdy předtím neviděla, ale loď se nijak nelišila od jiných. Bojovali i s integrovanými federálními vojáky, a to včetně vysokých důstojníků. Marielle identifikovala kapitána Louise Haynese ze Země, což svědčilo, že centralisté skutečně mají značný vliv na Pangalaktickou federaci. Po překování zhroucené síně narazili na příslušníky Scorpia bojujících proti sobě, dle D.U.M.Y. neslýchané a nemožné. Midas ji upozornil, že nelze popřít, co vidí na vlastní oči. Zaútočili na ty s federálními uniformami a po boji je oslovil kybernetický Scorpium s velkou katanou, zda jsou pronásledovatelé z Pangalaktické federace. Žádal, aby s ním naložili dle uvážení, ale aby zachránili zbytek.
Nina si všimla lidí schovaných za troskami, které tento záhadný Scorpium chránil před centralisty. D.U.M.A. se ho ptala, zda frakce centralistů skutečně existuje, což je těžké přijmout, ale po bezdrátové výměně informací se s tím musí smířit. Centralisté jsou rebelové proti síti Scorpia a útočí na kandidáty integrace, aby je sami integrovali násilím pro vlastní agendu. Válečník řekl, že tato loď evakuovala uprchlíky do scorpijské kolonie, ale ti, které nabrali na Asteru IV, přivolali centralisty a nasměrovali je do této bitvy. Vyhověli jim v žádosti o evakuaci kvůli nemožnosti opustit Aster IV jiným způsobem. V rozmluvě rozeznal, že členové party považují integraci do Scorpia za něco špatného, a tak řekl, že v jeho případě mu to zachránilo život, je Scorpium dobrovolně. Požádal Raye, aby na svou loď pustil uprchlíky, zatímco on zastaví ty, kteří převzali řízení této zničené scorpijské lodi. Tento J.J. poděkoval za pomoc a mají dost času, než se loď rozpadne. Na můstku byl Bohld'or překvapen, že ho Laeticia pronásleduje až sem. „Svému“ dítěti vysvětlil, že se integruje a jeho moc je nepředstavitelná. J.J. se divil, jak je to možné, neboť při nástupu na palubu integrovaný nebyl. Gaston řekl, ho přidali do sítě, než dorazí odvoz centralistů, a ukázal korunku ze svatby. Laeticia chtěla vysvětlení: jde mu o mír a prosperitu jeho lidu ve zlatých časech Scorpia. J.J. mu to nedovolí a dle Laeticie není Aster připraven na takovou moc od hvězd. Bohld'or si povzdechl, že ji potřebuje více přesvědčit, a vypukla bitva, během níž řečnil o integraci. J.J. zajímalo, proč útočí na další Scorpia, což vysvětlil protiřečí, že lidé spolu také válčí. J.J. ho vinil z páchání masakru.

### Scorpium
Po boji se J.J. divil ex-císařově síle tak krátce po integraci. Chloe nahlásila, že Vella Gulf zaměřila Astorii mířící k nim značnou rychlostí, ať odtamtud vypadnou, Astoria brzy zahájí palbu. Bohld'or se rozloučil, jejich odvoz Astoria je tu. Marielle žasla. Laeticia apelovala na Velanje, zda si tohle doopravdy přeje. Lola čeká na jeho návrat. Pro něj již není návratu. Bohld'or se Laeticii omluvil, že „ji nedovedl spasit,“ a trojice zmizela. Pyke oznámil, že se Astoria zaměřila na Aldous a nebudou schopni ji setřást. Ray zakřičel na Antonia, ať uletí pryč, ale vrátil se Vella Gulf. Ray nařídil Chloe teleportovat ze zničené scorpijské lodi všechny živé formy a J.J. se chytil za jeho ruku. Curtis hlásil, že Astoria po nich pořád ještě jde, ať odletí, on se je pokusí zdržet. Ray nařídil plný výkon a pryč. Marielle protestovala, ale Ray ji okřikl, že když zůstanou, přijde snaha Curtise, jenž Astorii zdržel čelní srážkou, vniveč. Elena nedetekovala žádné známky pronásledování. Chloe zajímalo, co dál, a Raye zajímala scorpijská kolonie a zda se s dalšími jako J.J. dá jednat. Ten ho ujistil, že ze Scorpia k němu nebude nepřátelský nikdo. Marielle se rozkřikla kvůli Akizuki, ale dle J.J. síť vyhodnotila chování lodi za čekání na příležitost k úderu. Ray hádku ukončil a požádal o souřadnice, neboť tolik lidí na Aldousu vyčerpá zásoby za několik dnů. D.U.M.A. řekla, že J.J. svým slibem o přátelském přijetí nelže, a doporučila spolupracovat na vyšetřování centralistů. Kolonie samotná je scorpijská stavba vzdálená 700 světelných let, ale cestu si zkrátí červí dírou, jež je otevřená šest světelných let od nich. Elena spočítala, že díky ní dorazí do cíle do 24 hodin.
Ray, Laeticia a Marielle si promluvili o Scorpiu s J.J., jenž se divil, že jim D.U.M.A. dala jen obecné informace. Vyvracel jejich předsudky a vzpomínal, jak jiná D.U.M.A. na jeho domovském světě mluvila tak, že to vedlo k nedorozuměním, ale až teprve po své integraci pochopil, že se proces integrace chápe lépe až po jeho provedení. Jeho snahou je se vyvinout. Sám není schopen to slovy vyjádřit lépe a chápe výhrady těch, kteří Scorpium nepřijmou. Ale chce, aby chápali, že nelituje. Trojice si promluvila o samotě a Marielle nedávali smysl ti federální vojáci a důstojníci. Ray navrhl otevřít mysl, nejsou schopni si vytvořit úplný obrázek. Po odpočinku dorazili k červí díře, na jejímž okraji dle D.U.M.Y. visí scorpijský stabilizátor časoprostoru. Přístup získají zadáním kódu ve správném formátu, přičemž D.U.M.A. hleděla na Elenu, která zkusila kód se souřadnicemi cíle zadat a byl přijat. Mohli tedy letět. Antonio, jenž červí díru nikdy předtím nepoužil, dostal při průletu husí kůži a pohrával si s myšlenkou, že s nimi by warpový pohon nebyl vůbec potřebný. D.U.M.A. ho upozornila, že stabilních červích děr bylo Scorpiem objeveno pouze pět a nelze je využít v neprozkoumaných oblastech. Za ani ne dvě minuty byli na druhém konci, urazili 713 světelných let a objekt odpovídající pojmu kolonie byl zachycen 2,1 světelného roku od nich. D.U.M.A. potvrdila, že se jedná o Parrapoeiam, cíl cesty J.J. Marielle pro něj doběhla, aby bezdrátově komunikoval s kolonií, jež pro Aldous otevřela přístav.
V překrásném obřím vesmírném megalopolisu ve tvaru uzavřeného prstence o planetární velikosti se snoubily technologie s bohatou zelení a Asterané poprvé viděli jiný svět než svůj. Malkya pochopila, že tvar a rotace Parrapoeiamu má vytvářet umělou gravitaci. Na bráně byli uvítáni dotazem, zda si přejí integrovat se, což je vylekalo, ale J.J. je sem vede, aby se učili, avšak někteří uprchlíci o ni zájem mají. Vrátní upozornili, že integrační zařízení pracuje s nízkou účinností, jelikož na administrativní centrum hackersky zaútočila skupina centralistů a probíhá jejich odstranění. D.U.M.A. konstatovala, že zde schizma skutečně existuje, a sklopila smutně ramena k zemi. J.J. je pozval do vzdělávacího střediska, kde se mohou poučit o Scorpiu v simulátoru scorpijské sítě. Pro něj to bude také poutavé, protože je v Parrapoeiamu poprvé. Ve virtuální realitě spatřili desítky D.U.M. poskytujících odpovědi na různé dotazy, co je Scorpium zač a proč je integrace nutná k jejich rozvoji a kam směřuje. Jiná vysvětlila, že centralisté jsou odštěpenecká síť mimo scorpijskou evoluční cestu, čítající téměř 18 milionů příslušníků. Kvůli odlišnému konceptu evoluce síť integraci u centralistů nedoporučuje. Další vysvětlila, že D.U.M.Y. jsou vysílány, když síť zaznamená stagnaci evoluce Scorpia a je nutné nenásilně přivést další druhy k integraci. Další řekla, že Scorpium má přes 50 bilionů členů a počet neustále roste, zatímco denně Scorpium opouští nanejvýš deset členů a je to kvůli obnově organického těla náročný proces.
Venku se Marielle vrátila k otázce centralistů, kteří museli vzniknout uvnitř sítě. Normálně by to dle D.U.M.Y. nemělo být možné, neboť každý konflikt je sdílen se všemi a jeho řešení podněcuje evoluci, na jejímž konci je konfliktní vývoj omezen rozporem s fundamentálním algoritmem. Ale přesto se stalo, a tak je dle J.J. Scorpium činy centralistů zmatené. Ozvaly se rány a otřesy a venku spatřili ozbrojené centralisty, kteří se dostali dovnitř přes přístav. Zvenčí zaútočila Astoria, jež mířila k integračnímu zařízení. Marielle tomu nerozuměla. Zneužívá snad Pangalaktická federace Scorpium k provádění invaze? Ray by se tomu nedivil, ale příslušnost Astorie k centralistům je už jistá a dlouhodobá. J.J. řekl, že síť pracuje na mnoha analýzách situace. Probili se k ostatním, kteří se starali o mnoho zraněných, když je napadli další centralisté v uniformách federace. Albaird přiměl Marielle bojovat, protože vědí, že co dělají, je špatné, ale rozhodli se sami a není jim pomoci. Venku uspěli, ale uvnitř se pořád ještě bojuje. Marielle poděkovala Albairdovi za otevření očí a vyjádřila připravenost bojovat proti bývalým kolegům a nadřízeným. D.U.M.A. se omluvila, že předtím říkala, že v Parrapoeiamu jim nehrozí nebezpečí, a vtrhli dovnitř.
Na dva centralisty za branou Midas s Ninou hráli, že mají zájem se integrovat, ale slyšeli o potížích. Oba centralisté řekli, že pokud se chtějí integrovat, musí přísahat věrnost. Midas se pokusil švejkovat a D.U.M.A. jim sdělila, že k integraci organického života je jediná podmínka: vůle dotyčného se integrovat. Centralisté vytáhli zbraně a vypukl boj. Parta překonala bezpečnostní opatření a probila se mnoha patry až do síně s mechanickými kokony na dlouhých kovových tyčích s právě integrujícími se bytostmi. D.U.M.A. objasnila, že jejich příslušnost závisí od vůle každého z nich, nelze určit, zda z nich budou přátelé či nikoliv. Dle J.J. má toto zařízení největší schopnost integrace kyber-vědomí. Ačkoliv on sám ke standardní integraci vyslovil touhu, má ve Scorpiu podřízené postavení vůči jádru kybernetické životní formy. A to je důvod, proč mnozí považují integraci do Scorpia za invazi. Vůle organické formy a Scorpia však koexistují, v průběhu integrace se kybernetická a organická složka anatomicky spojí, přičemž sebesubjektivita bude závislá na tomto těle, a integrovaná bytost svůj mozek napojí přímo na síť. D.U.M.A. dodala, že u integrace kyber-vedomí je rozdíl: jádrem je organické tělo, přičemž subjektivita není na tomto těle závislá. Elena to přirovnala k tomu, nahrát své vědomí do kyberprostoru a nainstalovat svou identitu do jakéhokoliv počítače, který předtím nabourá. Dle D.U.M.Y. je to ve skutečnosti jen podobné Elenině domněnce. Data, která vyprodukuje, budou v jí popsaném případě omezena fyzickým „tělem“, tedy kapacitou. Plně integrované kyber-vědomí má subjektivitu ve scorpijské síti, jež se připojuje a prostupuje skrz celou tuto síť, přičemž si zachovává sebeuvědomění. Jediný případ, kdy kyber-vědomí potřebuje fyzické tělo, je nutnost interagovat osobně s okolním světem fyzicky. Kyber-vědomí ze své podstaty podněcuje další evoluci sítě Scorpium. Integrace kyber-vědomí obecně vyžaduje nejprve standardní integraci, aby plná digitalizace mysli nebyla příliš náročná. Ray se poté snažil Nině a Albairdovi vysvětlit, co všechna ta slova začínající na kyber znamenají, ale sám procesu také nerozuměl, jen, že výsledkem je stroj obsahující živou duši.
V nejspodnějším patře našli kapitána Bennetta, jehož D.U.M.A. identifikovala jako nepřátelskou integrovanou bytost. Marielle zajímalo, kdy se integroval: před 15 lety. Dle Bennetta zdejší události navždy změní Scorpium i Pangalaktickou federaci. Rozčilenou Ninu ponížil, že to dívka z podvyvinutého světa nepochopí: jeho Vládce dosáhl obrovské moci a změní směřování celého Scorpia a on sám je hrdý, že se na tom podílel. Marielle se rozčílila, že tím pádem chystá s centralisty udeřit na Pangalaktickou federaci podobně jako na kapitána Curtise a Vella Gulf. Dle něj nepochopila nic, protože Curtis se obrátil k Federaci zády. Většině ozbrojených sil Federace velí Vládce, takže Pangalaktické federace rovná se centralistické Scorpium. Tuto vojenskou sílu se Scorpiem použijí k další expanzi, což je cesta ke slávě Federace a všeho života v galaxii. Při boji, kdy se proměnil v ošklivého robota, mu Ray řekl, že normálně na Federaci kašle, avšak nedovolí toto šílenství, navíc se nyní pomstí za Ydas. Bennett počastoval Marielle, jaká by z ní bývala byla centralistka, a J.J., proč se neskloní před Vládcem. Ten odpověděl, že je napojen na síť na rovném základě, tedy nikomu nebude sloužit. Bennett vyhrožoval, že takoví jako on zhynou, jakmile Vládce ovládne celou síť. Po boji ho Marielle vyslýchala, kdo je Vládce. Než zemřel, vyzval ji, ať se integruje a doví se to. Dle D.U.M.Y. může ústřední informační systém zařízení tuto informaci extrahovat. Ač centralista, byl také Scorpium. Elena nabídla pomoc s hledáním, a tak jí D.U.M.A. poskytla digitální dotykové rozhraní, protože její verguldské moduly nejsou bez integrace kompatibilní se sítí. Zjistily, že jedinec nesoucí dříve nemyslitelný koncept „Vládce“ vznikl před 15 lety a je jím vysoce postavený člen velení flotily Pangalaktické federace.
Než D.U.M.A. stihla říct jméno, volal Antonio, že musí okamžitě domů na Verguld. Míří tam ohromná flotila Pangalaktické federace. Verguldská mezihvězdná společnost již vyslala bitevníky a byla nařízena evakuace všech civilních lodí. Velitelem nepřítele je nejkrutější federální řezník Remington Kurzman. Ray byl v šoku, že se ani neobtěžovali vyhlásit válku. Elena se znovu zeptala na jméno a řekla: „To je on.“ Zjistila, že Bennett převzal post na Vyru před 15 lety a jeho přímým nadřízeným byl Remington, nyní vrchní velitel federální flotily. Ray i Marielle nechtěli věřit, ale museli si přiznat, že Remington je „Vládce“. J.J. se s nimi rozloučil, jelikož se musel podílet na obnově Parrapoeiamu a vyšetřování, ale vyjádřil naději, že jejich spolupráce přispěje evoluci Scorpia ohledně vztahů s neintegrovanými bytostmi. I tak se ho pokusil Ray naverbovat a povedlo se mu to sehnáním součástek, které byly na Parrapoeiamu potřeba.

### Verguld
Ray nařídil vrátit se maximální rychlostí na Verguld. Po krátkém odpočinku Sayuri oznámila, že se hlásí Vella Gulf. Ray Curtisovi poblahopřál, že vyvázli v jednom kuse. Marielle podala hlášení o událostech na Parrapoeiamu a příslušnosti Bennetta i celé posádky Astorie ke Scorpiu, jež usmrtili. Tázala se, zda Remington nyní vede útok na Verguld. Bylo to tak a pod záminkou, že se Verguld chová nepřátelsky k zájmům Pangalaktické federace. Marielle řekla, že má důkazy, v co se proměnil: ve vůdce centralistů, co útočili na Menook. Curtis nevěřil, že ta věc s integrací se děla již 15 let. Ray dodal, že nešetří ani ostatní Scorpia, mají daleko větší sílu než běžné organismy a hodlají ji zneužít k násilnému rozšíření vlivu Pangalaktické federace. Nerozuměli však, proč začínají s Verguldem. Ray se obrátil D.U.M.U., jak dříve mluvila o zkoumání vhodnosti Vergulďanů do Scorpia, s dotazem, zda sdílení v jejich síti je dostupné i pro centralisty. D.U.M.A. potvrdila, tedy se Laeticia asi nepletla s tím, že hodlají udělat centralisty z celé planety. Curtis slíbil, že sežene posily a pomůže jim, prozatím poslal všechny dostupné informace o pohybech Remingtonovy flotily. Když si Midas prohlédl monitor, nedivil se Lombertovi, že udělal, co udělal, když spatřil Terranus. Elena odhadla, že přílet nepřátelské flotily nastane za 48 hodin a za dalších 24 hodin zaujme pozice k bitvě. Jim bude cesta trvat 96 hodin, Vella Gulfu přibližně také. Asteranům se Ray omluvil, že žádá, aby pomohli s úklidem u něj doma.
Během dlouhé cesty Ray s Laeticií vyslýchali D.U.M.U., jež vysvětlovala svou funkci sledovat a doporučovat kandidáty na integraci. Ale poslední události ji přiměly zamyslet se nad správností tohoto principu. Má potíže pochopit centralisty i scorpijský fundamentální princip. I když integrace velmi rychle rozšiřuje jejich rozmanitost a evoluční potenciál, byli centralisté ovlivněni ambicemi Pangalaktické federace a nyní začali útočit na ostatní Scorpie, což je bezprecedentní. Scorpium tedy postupovalo pro vlastní evoluci příliš jednotným způsobem a souhlasila s Laeticií, že by se to mohlo zopakovat. Tím je odhaleno nebezpečí scorpijské ideologie. Cíl plní natolik horlivě, že podnikají invaze a dokonce ubližují svým vlastním: jde o „nepřirozený vývoj“. Ray upozornil, že není čas na filozofování, ale na činy, i když nemají odpovědi na všechno. D.U.M.A. slíbila, že udělá, co půjde k zastavení centralistů. Laeticii zajímalo, co bude se Scorpiem dál. D.U.M.A. si nebyla jistá. Díky tomu ji Ray konečně začal brát více jako živou bytost a méně jako počítač.
Po čtyřech dnech dospěli do cíle a Antonio litoval, že do Aldousu odmítl dát výkonnější motory, když měl tu možnost. Chloe hlásila šest bitevníků centralistů proti verguldské obraně a oni jsou 13 minut od bitevního pole. I když měl Verguld zatím početní převahu, je jen otázka času, než budou štíty prolomeny. Pyke hlásil, že přilétají tři další federální lodě a jedna scorpijská. Ray se rozhodl informace předat ostatním členům rodiny, prolétnout bitevním polem a přistát na Verguldu. Chloe se obávala, protože nemá zkušenosti s pilotáží v takové bitvě, ale Elena jí pomohla. Sayuri hlásila, že verguldský bitevník Sadith opouští bitvu s poškozeným hyperpohonem a pronásledují ji dvě federál-centralistické, nabíjející fázové kanóny. Ray dal změnit kurz a pomoci Sadithu, ale Elena varovala, že Aldous by přímý zásah od obou nepřežil, proto ať se drží původního plánu. Marielle si všimla, že nevystřelily, ale zamířily k planetě. Ray tedy nařídil je pronásledovat, ale obě změnily kurz na Vergnis, obyvatelný měsíc Verguldu, dle Eleny očividně kvůli symbo-pohonu. Ray chtěl varovat verguldskou armádu, ale Aldous byl kontaktován dřív Raulem. Vysvětlil otci, že bitva byla jen zástěrka a reálným cílem nepřítele je Provenienská jeskyně. Marielle Raula varovala, že nepřátelé jsou odpadlíci z Federace schopní všeho, tedy ať dbá varování svého syna nespoléhat se na automatickou planetární obranu. Raul se ptal, co dělá Kennyová na Aldousu, a Ray ho pověřil předáním všech dat o nepříteli armádě. Zhoršil se signál a Raul dostal hlášení, že nepřítel pronikl planetárním štítem. Slíbil, že vzkaz předá, ale žádal, ať se okamžitě stáhnou z bitevní vřavy.
Jak Ray přemýšlel, zda poslechne, ozvala se federální loď Calnus a admirál Luca Maverick. Po rozmluvě s Curtisem přiletěl na Calnusu s nejnovější bitevní lodí, kterou zastaví invazi Remingtona. Dle Raye snad obrana potřebných 40 minut vydrží, ale na Vergnisu to bude pozemní válka. Luca se omluvil za Remingtonův útok a zbabělost Federace. Marielle se za jeho slovo zaručila, byl spolupracovníkem jejího dědečka. Elena nastavila kurz na základnu jejich firmy ve městě Paladurnia. Pak Antonio s lodí odletí co nejdál. Ray se otočil na Asterany a požádal je o pomoc. Před bránou se střetli s centralisty a pak je pistolí vyděsil Raul, jenž se na Raye zlobil. Eleny se ptal, o co invazním jednotkám jde: o symbo-pohon. Raul sice nerozuměl, jak do toho zapadá Scorpium, ale zrovna symbo-pohon byl důvod, proč na Verguld Pangalaktická federace léta tlačí, aby do ní vstoupila. Podle všeho se nepřítel snaží dostat do Vergniského muzea symbologie. On zatím vyrozumí armádu a policii, aby jim byl dán přístup. Pozval je na velkou party, až to skončí.
Kvůli bojům si Laeticia a ostatní Asterané nemohli město, kde se Ray narodil, prohlížet, ale k muzeu se dostali. Albairdovi Ray vysvětlil, že jsou zde exponáty rozvoje Vergnisu za celých 300 let, a byl zde učiněn objev symbo-pohonu, díky němuž vyrábí vyspělé androidy jako Elenu. Ta vysvětlila Nině, že symbo-pohon je kompaktní polotrvalý zdroj energie, jenž konverzí imaginárního číselného prostoru generuje energii za využití stejných principů jako symbologie. Midas i D.U.M.A. se shodli, že tato technologie je lákavá. Při integraci organických bytostí totiž nelze mnohdy energeticky uspokojit každou její část, a tak by symbo-pohon pro Scorpium byl prospěšný. Marielle vyslovila rčení, že evoluce nedělá skoky. Musí být postupná po krůčcích, jinak negativně ovlivní jedince i celý druh mutacemi. D.U.M.A. se zeptala, zda tedy jsou centralisti také mutace, avšak Marielle jen filozofovala o hrozbě, kdyby centralisti toto místo ovládli. Dle Eleny se to, co hledají, nachází hluboko v jeskyních.
Sem chodí děti se školou koukat na malby se symboly, jež umožňují výrobu symbo-pohonu, avšak Verguld se s tím nedělí s cizinci. Midase zajímalo, zda ty symboly na Vergnisu nezanechala nějaká stará civilizace, ale to se neví s jistotou. Verguld teprve před 300 lety zahájil vesmírný program a do té doby nebyl Vergnis obývaný lidmi. Tvůrci symbolů dosud nebyli identifikováni. Albairda napadlo, zda to nemohl být někdo z Federace, ale Marielle pochybovala, neboť Pangalaktická federace nemá technologii, jež by se symbo-pohonu byť blížila, a zároveň je v ostatních oblastech mnohem vyspělejší než Verguld. Nině dotazující se, zda je symbo-pohon až tak neuvěřitelně dobrý, Marielle vysvětlila, že ve Federaci není žádného androida ani zdaleka vyspělého jako Elena, a symbo-pohon je důvodem, proč se Verguldská planetární obrana pořád drží proti přesile federálních lodí. Dole narazili na stvůry a také na centralisty. V nejhlubší jeskyni nalezli zlatě zářící symbol na obří stěně a Malkya s Ninou žasly, jak je možné, že vypadá stejně jako symbol v Nihlbethské pradávné spirále u žíly s rudou levitas.
D.U.M.A. zachytila nepřítele a na pódiu před symbolem se objevil Bohld'or, vítající Laeticii slovy, že díky Scorpiu si uvědomil malost předešlého žití. D.U.M.A. ho upozornila, že centralisté nejsou celé Scorpium. Dle něj ale brzy bude, stejně tak Vládce Remington, který si sem přišel pro symbo-pohon. Poznal Marielle, která ho obvinila z porušování federálních zákonů, zneužití vojenských zdrojů pro osobní prospěch a zatajení existence Scorpia a situace na Vyru. Remington to dělal ve prospěch Federace, míru a prosperity, coby Kennyová by to měla chápat. Vyjmenoval hříchy jejích předků, jmenovitě Ronixe J. Kennyho, Clauda C. Kennyho i jejího dědečka Emmersona T. Kennyho. Ti dokazují, že zákony je třeba porušovat, aby se svět pohnul dál, a tentokrát si to na svá bedra vzal sám. Jakým právem tedy členka rodu Kenny proti němu vystupuje? Zmatená Marielle nenacházela slova, ale Ray se jí zastal, protože u všech jmenovaných by dodržení zákona vedlo k astronomickému počtu mrtvých a jejich skutky není možné srovnávat s krádeží technologií pro osobní prospěch. Remington se divil, jak se Vergulďan zastává zrovna Marielle. Rayovi to bylo jedno, protože Federace si píše zákony jen pro sebe. Marielle se vzpamatovala a uznala, že její předkové skutečně sloužili ne vždy příkladně, a proto přísahala, že bude zákony dodržovat do puntíku. Ukázala na Remingtona a pověděla, že jemu se nepodřídí. Je dětinský, když své skutky omlouvá skutky někoho jiného.
Bohld'or se „Jeho excelence“ ptal, co s nimi udělají. Každý, kdo se postaví jeho snaze získat symbo-pohon, si nezaslouží slitování, prohlásil. Laeticia se vysmála, že cestoval až sem jenom proto, aby byl slouhou podlého člověka. Ten ji počastoval obvyklými frázemi a zaútočil. Během boje Albaird řekl, jak musí jeho synovi být stydno, ale ten si mlel o Scorpiu svou. Bohld'or padl k zemi poražen. Remington uznal, že jeho sílu přecenil, a členům party se nelíbilo, jak mluvil o tom, kdo mu přísahal věrnost. Remington jim vyčetl, že stále nechápou neexistenci konceptu loajality ve Scorpiu. Jsou skupina v širší scorpijské síti, kde on zaujímá pozici Vládce. D.U.M.A. řekla, že je takový řád pro Scorpium nekompatibilní. Remington jim ukázal svou moc, největší skok evoluce ve vesmíru a začátek své vlády nad Pangalaktickou federací. Marielle rezolutně prohlásila, že to nepřipustí. Ray „pochválil“ Remingtonovu novou vizáž hniloby. Uprostřed bitvy Elenu napadlo, že pokud ho tady porazí, v síti Scorpia zneplatní koncept vládce. Zničili energetický štít generovaný dvěma jeho D.U.M.A.M.I. a pak už byl poražen rychle. Remington naříkal, co si Pangalaktická federace i Scorpium bez něj počnou, když usiloval o unii obou k vytvoření utopie.
Probral se Bohld'or a Laeticii napadlo ho nějak zkusit ještě zachránit, ale ten se postavil sám. Remington mu nařídil přivolat celou flotilu. Bohld'or však oznámil, že jeho vláda skončila, a sprškou rudé energie z ruky do jeho čela se slovy, zda si myslel, že bude hlupák jako on Vládcem, ho usmrtil. Jeho vláda byla jen mezistupněm pro skutečného Vládce, taková je vůle sítě. Bohld'or upadl a prohlásil, že zabití Remingtona nebo jeho nezastaví Scorpium. D.U.M.A. oznámila, že se zánikem konceptu „Vládce“ se Scorpium navrátí na správnou cestu. Bohld'or se vysmál slovu „správnou“ a řekl, že ani ona ani Remington nevědí, co v životě znamená správné. Jeho tělo zemřelo a vyprchala z něj modrá kybernetická záře. D.U.M.A. s Elenou ověřily, že Bohld'or i Remington Kurzman jsou mrtví. Centralistické hnutí je tudíž zastaveno. Laeticii bylo přesto Bohld'orovy smrti líto.
Luca dorazil do muzea a řekl, jak se centralisté vzdali, ale zdálo se mu to podezřelé. Dle Raye se teď Scorpium vrátí k rovnosti postavení členů. D.U.M.A. varovala, aby se Scorpium jako celek neposuzovalo jen dle skutků Remingtona, byť smutně s rameny dolů uznala chyby a nebezpečí plynoucí z jejich evolučního cíle. Dle Raye ale nejvíce viny leží na Pangalaktické federaci kvůli mámení nově přistupujících světů slovy mír a pokrok, která zní až příliš povědomě, ale Scorpium alespoň nějak udržuje úroveň rovnosti. Naproti tomu čím je Pangalaktická federace větší, tím větší moc si její vedení uzurpuje a centralisté byli mixem toho nejhoršího z Federace i Scorpia. Luca Maverick musel přiznat, že nic z toho nelze vyvracet. Federace se musí podívat do zrcadla a dát se opět dohromady. Marielle zajímalo, co bude s vojáky, kteří se vzdali. Ti se dle Lucy mohou hájit, že po integraci do Scorpia museli plnit Remingtonovy rozkazy a to jim poskytne imunitu i ve verguldském soudním systému. Dle Raula většina soustav tak jako tak netuší, co vlastně Scorpium je a vyjednat mír potrvá dlouho. Luca Maverick očekává, že ponese zodpovědnost za skončení této krize a ocenil důležitost dat poskytnutých Rayem, tak doufá, že s jejich pomocí bude moci nadále počítat. Bude na ní záviset budoucnost Federace i Verguldu. Raul zavrčel, ať z toho také něco má, dělá totiž byznys.
Admirál Luca Maverick ještě jednou poděkoval Rayovi. Jeho činy umožní Federaci napravit se a vyhnout se naprostému a devastujícímu kolapsu. Curtis byl překvapen z analýzy poskytnutých dat, zvláště z Marielliny konfrontace Vyrů na podvyvinutém světě Aster IV. Luca se Marielle ptal, zda udělala, co považovala za správné: prosazovat nejdůležitější hodnoty Federace. Marielle přikývla, ale je toho názoru, že nesmí být vyloučena z federálního práva. Přiznala se k úmyslnému porušení UP3 a krádeži obchodní lodi Akizuki, za což by měla stanout před soudem. Luca zafilozofoval, že mocní nesmí dopustit, aby cíl ospravedlnil prostředky, čímž chtěl říct, že Federace zatím není ve stavu, aby ji mohla postavit před vojenský soud, a proto za její skutky přijímá zodpovědnost, než nadejde příhodnější doba. Pověděl jí, aby zůstala se svými přáteli, dle jeho názoru učinila to nejlepší, co v daných okamžicích mohla, a neposkvrnila dobré jméno svého rodu. Uvést své skutky ve známost jí dobře poslouží, až stane před soudem. Pak ukázal prstem, že si dělal legraci a Pangalaktická federace si nemůže dovolit ztrátu takových talentů jako ji. Otočil se k Laeticii a informoval ji o jednáních, jež povedou ke zřízení protektorátu nad jejím světem. Ať tedy očekává, že budou ji coby člena královské rodiny i její kroky sledovat. Marielle ji nabídla, že to vysvětlí. Nyní dle Raye nastal čas, aby se princezna triumfálně vrátila domů.

### Návrat
Antonio informoval, že Verguldská mezihvězdná společnost vydala varování před loďmi, jež se ještě nevzdaly admirálu Maverickovi, a tak musí letět při poslední cestě s Asterany na palubě objížďkou. Ray a Laeticia si povídali s ostatními a například Malkyu zajímalo, zda by Fulga mohla doletět ke hvězdám. Po Rayově odpovědi jí došlo, že o vesmíru vlastně neví vůbec nic. Midase fascinoval koncept integrace do Scorpia jako nekonečné studnice moudrosti. Chloe řekla Laeticii, že Bohld'or nebyl v jádru špatný člověk. Laeticii Marielle vysvětlila význam protektorátu Pangalaktické federace, a že si Federace v budoucnu bude její svět nárokovat, s čímž se Ray těžko smiřoval. Ale tak se budou moci obě nadále stýkat, dokud ona bude v armádě. Protektorát se zřizuje, když ona coby členka královské rodiny významného státu, navíc s génii typu Midas a Nina, přijdou do dlouhodobějšího styku s vyspělými technologiemi. Ale upřímně si Marielle nemyslí, že je Federace ve stavu, aby si mohla Aster IV zaregistrovat jako protektorát. Nina si přála zůstat s Rayem ve vesmíru déle. Pak se Laeticia šla rozloučit s Rayem, jenž ji s Elenou ujistil, že konec cesty neznamená konec docela. Albaird děkoval, že se změnil díky putování s Rayem a díky překonaným překážkám, ale obával se reakce na Asteru IV ohledně smrti Bohld'ora.
Elenu zajímalo, co bude nyní dělat D.U.M.A., dumající nad revizí a normalizaci integrace do Scorpia. Kontakt s Pangalaktickou federací způsobil schizma ve Scorpiu, ale uvědomila si náchylnost scorpijské ideologie. Musí se poučit z chyb a hledat jiné metody k vývoji. Raye zajímalo, co malá sonda zmůže v tak obrovské síti. D.U.M.A. přiznala, že průzkumná životní forma není schopná plést se do záležitostí nesouvisejících s její misí. Přesto se do nich vložila a inspirovaly ji činy Raye i Laeticie při snaze zachránit a opravit Elenu. Nebýt toho, zůstala by jen u pozorování a výzkumu a komunikovala by jen minimálně. V celé galaxii je běžné, že organické bytosti jednají s neorganickými jako s nástroji, ale Ray považoval Eleny život za stejně cenný jako vlastní. A v Eleniných interakcích pozorovala nové možnosti budoucí koexistence. Pomáhala jim, aby mohla více prostudovat tyto budoucí možnosti. Navíc Laeticia a další z Asteru IV byli ovlivněni jeho interakcemi s Elenou, a tak ji přijali, jako by byla organickou bytostí. Vyjádřila naději, že se taková symbióza bude vyskytovat častěji. Kéž by Scorpium nalezlo více takových. Elenu zajímalo, zda bude D.U.M.A. rozvíjet tuto ideu, a po kladné odpovědi řekla, že D.U.M.A. snad sama zažila formu vlastní evoluce.
Chloe hlásila tři neznámé objekty kolem Asteru IV, které tam dříve nebyly. Elena vyloučila, že by šlo o trosky Akizuki. Dle D.U.M.Y. to bylo Scorpium. Sayuri zaměřila ohromnou scorpijskou věžovou strukturu na povrchu, jež se k šoku Malkyi tyčila nad Nihlbethskou pradávnou spirálou, a blokuje všechny senzory. Ray konstatoval, že rozloučení musí počkat. Z Acendrosu se ozvala Lola, že mají stav nouze, který společně řeší Aucerius, Vey'l i Nihlbeth, tedy ať se přemístí do hradu. Nejprve se zeptala na Bohld'ora, Gastona a Velanje a pochopila. V jednací síni král pověděl o divných věcech, jež pršely z oblohy na Nihlbeth, který padl a jeho obyvatelé utekli do Aucerie nebo do Vey'lu. Od té doby byl klid. Laeticia řekla, že jsou Scorpium, kteří tohle provedli i na jiných světech. Ray D.U.M.Ě. ukázal, že i když připomněla rozprášení centralistů, vidí, že se pořád děje něco zlého. Chloe dostala zprávu z povrchu, pravděpodobně z té scorpijské struktury. Byl to Bohld'or, jenž čekal na jejich přílet a zjevně přežil svou fyzickou smrt. Elenu napadlo, že žije uvnitř sítě Scorpia a tělo zabité v Provenienské jeskyni může být jedním z mnoha, což D.U.M.A. považuje za možné, pokud je kyber-vědomím. Bohld'or se dle plánu stal Vládcem a všechny přivede do nového Obrozeného Scorpia, jehož první součástí bude Nihlbeth. Nabízel osvícení a vyzval obyvatelstvo, aby se k němu připojilo. Pozdravil Laeticii, o níž nepochybuje, že se mu opět postaví.
Mnoho scorpijských lodí odstartovalo do různých oblastí Asteru IV a Albairda zajímalo, jak mají zvítězit nad nesmrtelným. D.U.M.A. ví, jak zjistit, aby se omezil jeho vliv. Musí navštívit jeho věž v Nihlbethu. Přes Aldous se k ní teleportovali a přes altánek před Nihlbethskou pradávnou spirálou se dostali dovnitř, kde je uvítal robotický Gaston na Vládcův rozkaz. Navrhl, zda se vzdají a integrují se u centralistů. Malkya řekla, že on Nihlbeth znesvěcuje už podruhé. Dle něj je ale Vládce laskavý a přes jejich odmítnutí jim přesto nabídne šanci, neboť chce ochránit vše živé včetně svých odpůrců. Gaston dostal záchvat a obklopila ho rudá zář. Dle D.U.M.Y. za to může nekompatibilita kybernetiky a vnucené modifikace jejího nastavení. Po náročném boji se Gastonovi vrátila původní podoba, ale oslepl a umíral. Volal Velanje a Lolu, tak si Laeticia vyslechla jeho poslední vůli. Lola byla pro něj skvělou společnicí a přál si, aby se integrovala, a přiznal si, že existovaly jiné metody, jak si získat její přízeň, na něž nepomyslel. A s plukovníkem si promluví osobně, pak zemřel. Ray se děsil, zda je také kyber-vědomím, ale D.U.M.A. řekla, že ne; jeho vědomí nebylo plně integrováno kvůli možnému přetížení nebo z jeho vůle. Střet s ním ale nestačí, jak mají bojovat s Bohld'orem.
Na vrcholu věže je Bohld'or uvítal ve svém zámku. Litoval smrti Gastona, ale i tak to přinese novou éru Scorpiu. D.U.M.A. z jeho řeči porozuměla problémům integrace a evoluce Scorpia. Bohld'ora to zajímalo a D.U.M.U. vyzval, aby se k němu přidala, a ptal se, proč pomáhá jeho odpůrcům. D.U.M.A. ho informovala, že na základě zralé úvahy vyhodnotila jeho činy jako prosté dobývání nesouvisející s evolucí Scorpia. Bohld'or to považoval za neobjektivní a vyhlásil větší proaktivitu. Zeptal se všech, zda se k němu připojí, a přivolal Velanje jako příklad, který vzdoroval, a přesto se nakonec integroval. D.U.M.A. nahlásila, že jeho mysl ještě není plně integrovaná, ale tělo téměř ano. Laeticia apelovala, že Lola čeká na jeho návrat. Velanj řekl, že se dostal do nezvratného bodu, a nejen on. Gaston a všichni Vyrové, kteří se integrovali i neintegrovali, všechny oběti válek jsou mrtví, ale pořád tu je on, který si přál osvobodit Vyr od Scorpia. S Vládcem toho jednou docílí skrz jich vlastní síť. Pokud tuhle cestu opustí, všichni zemřeli dle něj zbytečně. Tohle ať Laeticia řekne Lole a pak je napadl. Stejně jako u Gastona zbylo jen tělo. Dle Bohld'ora si za to Velanj mohl sám. Přál si Vyr osvobodit, ale když viděl, že většina si integraci přeje, začal hledat jiné metody, a tak si našel cestu k centralistům, jejichž cílem bylo skrze evoluci této části Scorpia prosadit odloučení Vyru. Souhlasil s komentářem D.U.M.Y. že evoluce skrz odloučení je nemožná, ale on a jemu podobní se nadále drželi tohoto plánu a posílili se integrací se svými nepřáteli. A to je dostatečný důkaz, že Scorpium je budoucnost.
Ray si odplivl, zda už D.U.M.A. zjistila, jak s ním bojovat. Ta navrhla začít boj, během nějž zjistí, co a jak. Během bitvy si Bohld'or vyměnil s členy party peprné vzkazy, než odmítl jasně odpovědět Eleně, co bude na konci, až vše bude integrované. Svou porážku považoval za hanbu, že tak se silní bojovníci odmítají k němu přidat. Střetnutí považoval za informativní a doufá, že příště se dočká kladné odpovědi. Pak nechal tělo zemřít. Ray se rozčílil na D.U.M.U, že si myslel, že pracuje na plánu, ale co teď mají dělat? D.U.M.A. požádala Elenu zjistit jakoukoliv stopu života v těle. Už stihl dokončit přesun do své digitální formy, tedy v další bitvě budou potřebovat její asistenci. Pro zastavení plně integrovaného kyber-vědomí musí být naformátováni na stejnou úroveň bytí, tedy integrovat se do Scorpia. Ale učiní tak pouze v kvazi-režimu podobně jako ve vzdělávacím středisku v Parrapoeiamu. V síti Bohld'ora vystopují a odstřihnou ho od zdroje. Malkya se ptala, zda to samé nezkoušel Gaston. D.U.M.A. zdůraznila, že proto kvazi-integrace proběhne virtuálně a tělesnou smrt neoddělí od smrti mysli. Při takové infiltraci do sítě ale tělo nebo mysl nesmí zemřít, jinak pro ně není návratu. Dle kalkulací D.U.M.Y. toho bude schopná i Elena. Na Midasův dotaz, kdy a kde tak učiní, slyšeli tady a teď, neboť věž měla i funkci integračního závodu pro masovou integraci populace. Jejich těla však zůstanou zde: bezvládná, bezbranná a v bezvědomí.
Albairdovi se to nelíbilo, jsou na nepřátelské půdě. Ozvala se Lola, jež přiběhla k bezvládnému Velanjovi a poděkovala Laeticii, kterou mrzela Gastonova smrt, ale Lola s radostí zjistila, že plukovník Velanj bitvu a deintegraci přežil. Se sklopenou hlavou se jménem obou omluvila, že kvůli nim se Scorpium dostalo na Aster IV a kvůli nim se z císaře Bohld'ora stal vyšinutý člověk. A proto to odčiní: zůstane tady na stráži, zatímco oni půjdou do sítě. D.U.M.A. všechny shromáždila a zahájila digitalizaci myslí. Během transformace viděli, jaké to je uvnitř sítě: zdánlivá prázdnota prosvětlená formami energie. Strhl je proud Bohld'orova vlivu na Scorpium. Tady se Laeticia či Ray střetnou s tím členem party, s kterým mají nejtěsnější pouto, a „zhmotní“ se jim představa místa, na které mají nejsilnější společnou vzpomínku. Například Laeticia s Albairdem na první obchod, který jako děti spolu navštívili sami, nebo Ray s Malkyí v Sémiomantském konsorciu, pro něž představuje znalosti a také skutečnost, že ona byla jednotícím prvkem při dokončování Fulg a velela akci svatba, a on v podstatě také.
Nakonec je D.U.M.A. všechny přivítala v scorpijské síti v obří virtuální síni, představující projekci hlubin Bohld'orovy duše, ale musí být opatrní. Bohld'or se totiž zdá být na scorpijskou síť napojen daleko komplikovaněji, než předpokládala. Má nad ostatními ve Scorpiu větší moc a jeho izolace bude náročnější. Parta se ztratila v koutech jeho podvědomí a členové se museli opět hledat. Přitom se jim odhalovaly některé ex-císařovy vzpomínky. Například pláč jeho syna, když císařovna Taťjana zemřela, nebo na jeho rozmluvu s Raimbautem při narození Laeticie, při níž žádal její ruku pro Ger'rarda, či na jeho první střetnutí s Vyry, kdy se tázal zesnulé Taťjany, zda jim může věřit, a v další ho Gaston přesvědčoval, aby se integroval kvůli své nemoci i kvůli tomu, co od něj slyšel o vesmíru a Vyru. Nakonec prošli portálem, jež je dovedl k Bohld'orově vědomí na dlážděném prostranství.
Ray mu řekl, že se ztratil ve vlastních iluzorních snech o tom, co mu Scorpium nabídlo, ať se podívá do zrcadla, zda pořád ještě vidí humanoida, kterého chtěl zachránit. Bohld'or odmítl slovo humanoid, protože moc Scorpia je božská. A bohu je po integraci se Scorpiem blíž než jako smrtelník. Laeticia ho opravila, že oni a Scorpium nemohou být bohem. Jeho jedinou touhou je, aby se připojili a žili životy bez starostí a bez nemocí v úplně novém světě. Coby císař Vey'lu přísahal vést národ k míru a coby scorpijský bůh je schopen tuto přísahu naplnit. Elena mu řekla, že jeho bytí se momentálně nijak neodlišuje od androida sestrojeného člověkem a fungujícímu technologicky, tedy nemůže být bohem. Bohld'or to otočil proti ní, že i bohové jsou jen výplodem lidí, tudíž ze všech přítomných jsou nejvíce božskými buď on, nebo ona. Midas ho nazval ubožákem, který se obklopil mocí a znalostmi druhých, jen další položkou dějin. Marielle dodala, že podobných příběhů jako jeho se v dějinách stalo bezpočet. Bohld'or reagoval, že právě dějiny uznají jeho všemohoucí božský stav, až se celý vesmír stane Scorpiem. Dle Raye diskuze nikam nevede a Laeticia prohlásila, že skupina smrtelníků je silnější než bůh, za kterého se on vydává. Přesně ten plamen v jejím nitru považoval Bohld'or za důvod, proč zrovna ji Scorpium potřebuje integrovat. Vyzval ji, aby se k němu přidala, zatímco shromažďoval sílu k přeměně v dračí nestvůru.
Během bitvy se Bohld'or hádal s D.U.M.O.U., jež odmítala jedinou cestu k vývoji a vyjádřila nutnost přehodnotit scorpijskou ideologii. Musí se vyvíjet myšlení, nikoliv forma. Partu D.U.M.A. napomenula, aby nepřestávala s útoky, jež Elena připodobnila k přetížení zpracování dat, které poškodí nepřítele. Jejich síla vůle, srdce a odmítnutí Bohld'ora za boha je jejich nejúčinnější zbraň. Po náročném boji přistál Bohld'or na podlahu v lidské podobě a zběsile lamentoval, že s božskou mocí nesmí být poražen. Laeticia mu zdůraznila, že je pouhý člověk, nikoliv bůh. Nadále šílel a D.U.M.A. zvolala, ať si všichni stoupnou za ni, a vyletěla mu nad hlavu. Začala z něj vysávat svými rameny data, zatímco on křičel, že nebude poražen. Ninu zajímalo, co se děje a D.U.M.A. poskytla odpověď: Bohld'or vzdoruje vymazání ze sítě a hrozí, že tím se vymaže nakonec i tento virtuální svět včetně jich. Laeticia na něj křičela, ať toho nechá, ale D.U.M.A. ji zadržela, že slova již nepomohou. Sama udělá, co je třeba a pohltila Bohld'orovu podstatu do sebe.
Sletěla k členům party s tím, že je čas se rozloučit. Není schopna udržet jejich vědomí v síti a zbývající energii věnuje tomu dostat je zpět do reálného světa. Rayův dotaz, co s ní bude, ignorovala a otočila se na Elenu, aby ji informovala, že má potenciál chápat Scorpium a dovést ho k osvícení. Skrze ni mohou být zasety všechny představitelné cesty evoluce života. Nakopírováním svých dat vložila do Eleny D.U.M.A. i svou víru. Ta ji ujistila, že nezklame. D.U.M.A. pověděla Rayovi, že v něm nalezla víru v budoucí soužití Scorpia a organického života, a u Laeticie také díky její otevřené mysli. Oběma poděkovala. Pak všechny přenesla zpět, zatímco se sama ztratila v bílém záblesku v říši mrtvých spolu s Bohld'orem, jehož vědomí tam přenesla s sebou. Svůj výzkum považovala za ukončený a její duch se rozplynul. Bohld'orova ducha ukonejšil duch císařovny Taťjany a pak se též rozplynuli.

### Závěr
Všichni byli přesunuti na jeden z kopců Nihlbethu, i D.U.M.A., jež žuchla na zem coby mrtvý, nadarmo svítící orb. Scorpijská věž nad Nihlbethskou pradávnou spirálou se rozplynula, jak byla vymazávána spolu s Bohld'orem. Raye zajímalo, zda je to doopravdy konec, ale Laeticia inklinovala spíše k tomu, že je to teprve začátek, s čímž Elena se vzpomínkami D.U.M.Y. souhlasila, a D.U.M.Ě. poděkovali. O nějaký čas později se procházeli planinou směrem k Acendrosu a Laeticie se znovu ptala Marielle ohledně protektorátu. Albairda zajímalo, zda tu tedy budou mít nějakého velvyslance, a Marielle pověděla, že Aster IV bude hlídán až do určitého milníku, aby nedocházelo k dalším interakcím s vyspělými civilizacemi. Midas to považoval za poněkud povýšený přístup, dle Marielle se některé věci mění jen těžko, ale na druhou stranu mají od teď možnost odstěhovat se na kterýkoliv členský svět Federace. Ninu studium na cizí planetě lákalo, ale Midas odmítl, protože jeho místo je zde a chce se zasloužit o pokrok vlastními silami, neboť na vlastní oči viděl následky, když pokrok nastane skrz cizí. Nina souhlasila, pro ni je nezbytné léčit lidi zde. Malkya též souhlasila, chce se znovu vydat za nimi ke hvězdám, ale tentokrát vlastními prostředky, neboť chápe, že jedině tak si budou rovni se světy Marielle i se světem Raye. Ta souhlasila a Ray prohlásil, že kdyby záleželo jen na něm, otevřel by v Acendrosu pobočku rodinné firmy, a tak by se potkávali, jak často by chtěli. Elena ho napomenula, aby se krotil, že i on musel při nedávných událostech pochopit, že UP3 má svůj význam. Ray řekl, že chápe, ale je to pro něj těžké z osobních důvodů. Nečekal, že zrovna Albaird nebude v jeho návrhu vidět vadu. Albaird nechtěl nic slyšet, jen hovořil za všechny. Marielle se nahlas ptala sama sebe, zda se její slavní předkové cítili v takové chvíli před rozloučením stejně.
Na Kopci věrnosti Laeticia řekla bezstarostně Rayovi, ať se o ně nebojí, což kvitoval a ona byla ráda, díky komu se naučila tak jednat. Nyní se každý bude věnovat své práci a Ray žertoval, co kdyby se náhodou objevil nějaký další bůh, proti kterému by se opět bavili bojem. To dle ní říká ten, kdo se neobejde bez Chloe a Eleny, ale to si nenechal líbit. Během cest se v tom postarat se o sebe velmi zlepšil. Elena se usmála, zda tomu věří. Rozloučili se tentokrát bez Laeticiiných slz. Ray, Elena a Marielle teleportem opustili Aster IV. Marielle si po návratu domů napsala do deníku, že bezprecedentní krize Pangalaktické federace byla zažehnána díky spolupráci s Verguldem a Asterem IV, avšak korupce v nejvyšších patrech vedení Federace je stále patrná, proto byl z penze povolán její dědeček Emmerson T. Kenny, aby dočasně převal post Nejvyššího velitele flotily Pangalaktické federace. Během této těžké doby měla pochyby o důvodu existence Federace i o svém místě v armádě, ale rozhodla se věřit nadále v její hodnoty. Ray si napsal do deníku o tom, jak probíhalo na mnoha světech dočišťování od centralistů a na další frontě stopování zbytku uprchlých integrovaných federálních oficírů. Elena velmi pomohla díky vědomostem D.U.M.Y. přímo z jedné scorpijské kolonie. Díky ní nebude snad trvat dlouho, než se Scorpium vrátí do správných kolejí, a totéž platí i pro Pangalaktickou federaci.
Následuje scéna Raye či Laeticie s jedním členem party, ke kterému si během hry vybudovali nejsilnější vztah, nebo neutrální scéna.
V neutrálním Laeticiině závěru došlo ke zdržení podpisu mírové smlouvy mezi Aucerií a Vey'lskou říší kvůli útoku Scorpia. Lola se usadila v královských službách a spolupracovala s Bertrandem. Podávali králi Raimbautovi hlášení, jak se Laeticia během vyjednávání nepodvolila požadavkům nového vey'lského vedení, aniž by podkopala pozici císaře Ger'rarda. Krále zajímalo, kde by mohla být, a sám nahlas přemýšlel, zda by jí neměl dát víc času pro sebe, než bude připravena vládnout. Na Kopci věrnosti Laeticia lamentovala nad únavou z náročných jednání a stěžovala si na bolesti ramenou. Kéž by mohla jít za Ninou nebo Midasem, nebo za dalšími. Chyběli jí Ray, Elena a Chloe. Vyrušila ji Lola, jež je ještě přísnější než Albaird. Ta to zlehčila, že celou výplatu dává Nině za péči o Velanje, tak si nemůže dovolit přijít o práci. Přišla sem na rozkaz krále, že se má vrátit na hrad, kde je fůra práce.
V neutrálním Rayově závěru Ray došel o hodinu pozdě na schůzku s vyslancem Pangalaktické federace a dostal vynadáno od Antonia i Raula. Ray jim přinesl novinku: Oria odmítla vstoupit do Pangalaktické federace a vyslanec stejně bude zase nadávat, aby se Verguld nevměšoval. A tak ho nechal schválně čekat. Otec mu vyjádřili podporu, protože jeho práci přirovnal hašení požáru sám, než dorazí požárníci. Ray řekl svůj názor, že Federace je příliš rozsáhlá, aby se změnila přes noc, a to i přes nedávný incident, kdy spolupracovali. To Federaci dalo najevo, že neřediteluje celému vesmíru. Antonio se usmál a řekl, ať svůj plán příště řekne rovnou. Ray se také usmál a vkročil dovnitř s tím, že dnes zachrání další svět před špinavýma prackama federálů.

## Vývoj hry
Po vydání hry Star Ocean: Anamnesis v roce 2016, jež volně navazovala na Star Ocean: Integrity and Faithlessness, vyjádřil producent Šuiči Kobajaši naději, že pokud série Star Ocean bude i nadále populární a přetrvá zájem fanoušků o pokračování, že jim bude schopen vyhovět a navrhnout další díl, i když pátý díl příliš nenaplnil očekávání. Po jeho vyjádření bylo několik let ticho, avšak dne 4. dubna 2020, kdy se pořádal výroční festival pro série Star Ocean x Valkyrie Profile, se scenárista, programátor a ředitel tri-Ace Jošiharu Gotanda zmínil, že firma chce pokračovat v tvorbě her pro obě série, ale definitivní slovo v této otázce bude mít až vydavatel Square Enix, kterého též zajímá poptávka ze strany veřejnosti.
Nakonec se s vývojem této hry skutečně začalo, ale detaily o tom, kdy přesně a jak, nejsou známy. Mezi klíčové osoby, jež za touto hrou stály, patřil ředitel Šuiči Gotanda, jenž je autorem scénáře a s tvorbou příběhu mu pomáhali další spisovatelé Satoši Wagahara (jenž se dříve podílel na knihách Star Ocean: Anamnesis -The Beacon of Hope- a Twin Eclipse) a Šunsuke Sarai. Do série se coby hudební skladatel vrátil Motoi Sakuraba a Akira "akiman" Jasuda, který měl na starosti vytvoření podob herních postav, a předtím spolupracoval na Integrity and Faithlessness a na mobilní verzi hry Anamnesis.
Oficiálně byla hra Star Ocean: The Divine Force veřejnosti představena 27. října 2021 během živě přenášené videokonference State of Play pořádané firmou Sony Interactive Entertainment, během níž byla představena ukázka s dvěma hlavními postavami a mihly se tam i postavy Albairda a Eleny. Součástí ukázky byla i prezentace boje a průzkumu v různorodých krajinách s využitím D.U.M.Y. Bylo též oznámeno, že hra vyjde následující rok. Datum vydání bylo stanoveno na 27. října 2022 při uveřejnění druhé ukázky dne 29. června toho roku spolu s prvním dílem video sérií "Mission Report", jež měly hru a její mechanismy představit detailněji. O den později byla zahájena publikace komiksu Star Ocean☆Report od Otakoa Nekomury. 4. září byla představena úvodní píseň "PANDORA" od japonského zpěváka Hyde s tím, že bude oficiálně vydána týden před vydáním hry.

### Vydání
Dne 20. září 2022 byla vydána demoverze, jež nabídla hráčům počátek Raymondova příběhu až po návštěvu velké hornické vsi Delryk. Byla však dostupná pouze pro uživatele herních konzolí řad PlayStation a Xbox.
Kromě obyčejného vydání hry 27. října 2022 šlo získat edici The Divine Force Deluxe Edition, jež byla dražší, ale obsahovala speciální verze některých písní ze soundtracku ke hře, dva kusy lepšího brnění a čtyři kusy doplňků při startu hry. Ti, kteří si hru předobjednali, získali podobně na začátek hry dvě zbraně a figurky pro stolní hru Es'owa (Lenneth, Lezard, Jack a Ridley), znamenající výhodu proti dalším začátečníkům na Asteru IV. Japonská edice Collector's Edition v sobě zahrnuje soundtrack The Art of Star Ocean: The Divine Force, jenž obsahuje další remasterované verze písní ze hry, dále gumové klíčenky Raymonda a Laeticie, výtvarnickou kartu se stojánkem, speciální krabičku a do hry všechny výše uvedené startovní bonusy. A nakonec bylo 24. srpna 2022 oznámeno vydání 192stránkového herního manuálu Star Ocean: The Divine Force Official Material Collection, jenž byl k dispozici 27. října stejně jako všechny ostatní.

### Hudba
Hudbu pro šestý díl série složil opět japonský skladatel Motoi Sakuraba, jenž zkomponoval hudbu i pro všech pět předešlých dílů Star Ocean a pro mnoho dalších her z dílny tri-Ace. Ve hře jsou kromě původních písní použity i některé skladby z dřívějších dílů, z nichž je několik v předělané podobě.
Soundtrack byl vydán 2. listopadu 2022 na čtyřech CD pod názvem Star Ocean: The Divine Force Original Soundtrack (スターオーシャン ザディバインフォース オリジナル・サウンドトラック, Sutá Óšan Za Dibain Fósu Oridžinaru Saundotorakku), jenž má celkovou délku přes čtyři hodiny.
Úvodní píseň "PANDORA" složil japonský zpěvák Hyde, jenž vyhrál výběrové řízení.